# Archikatedra św. Piotra i św. Jerzego w Bambergu

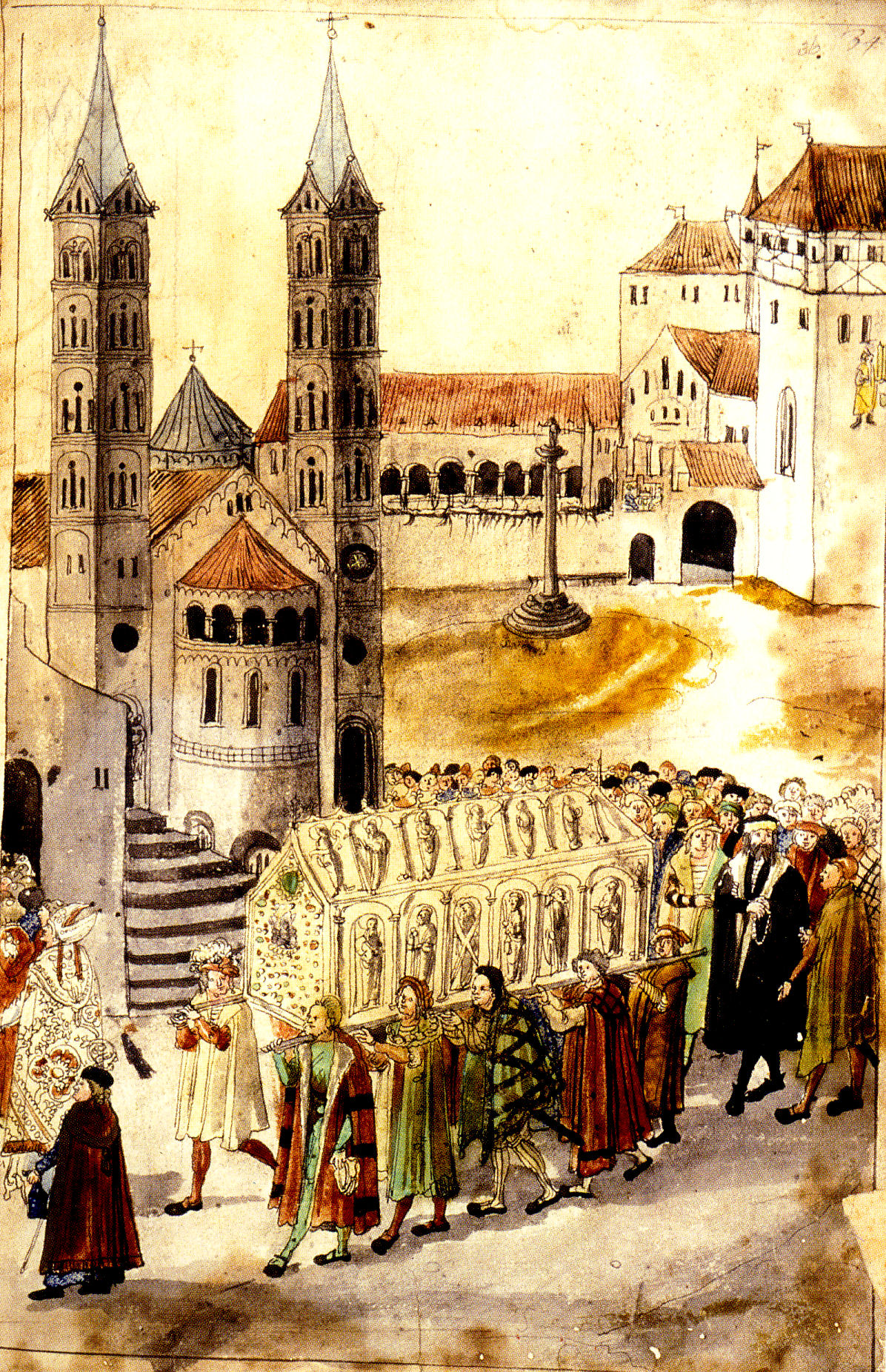
Pochód z relikwiami Henryka II (obraz z 1508)

Katedra Świętych Piotra i Jerzego w Bambergu – główna świątynia katolicka miasta, posiadająca status bazyliki mniejszej, jedna z siedmiu historycznych katedr cesarskich, siedziba arcybiskupstwa bamberskiego. Jest jedynym na północ od Alp miejscem spoczynku papieża (Klemens II). Ważny przykład średniowiecznej XIII-wiecznej architektury, łączącej późny romanizm z wczesnym gotykiem francuskim. Zawiera, zarówno na zewnątrz, jak i w środku, liczne cenne dzieła średniowiecznej rzeźby kamiennej i snycerstwa. Jej charakterystyczna sylwetka z czterema wieżami, jak i fundatorzy katedry – cesarz Henryk II Święty i cesarzowa Kunegunda Luksemburska – znalazły się na wielu obrazach i grafikach.

## Dzieje

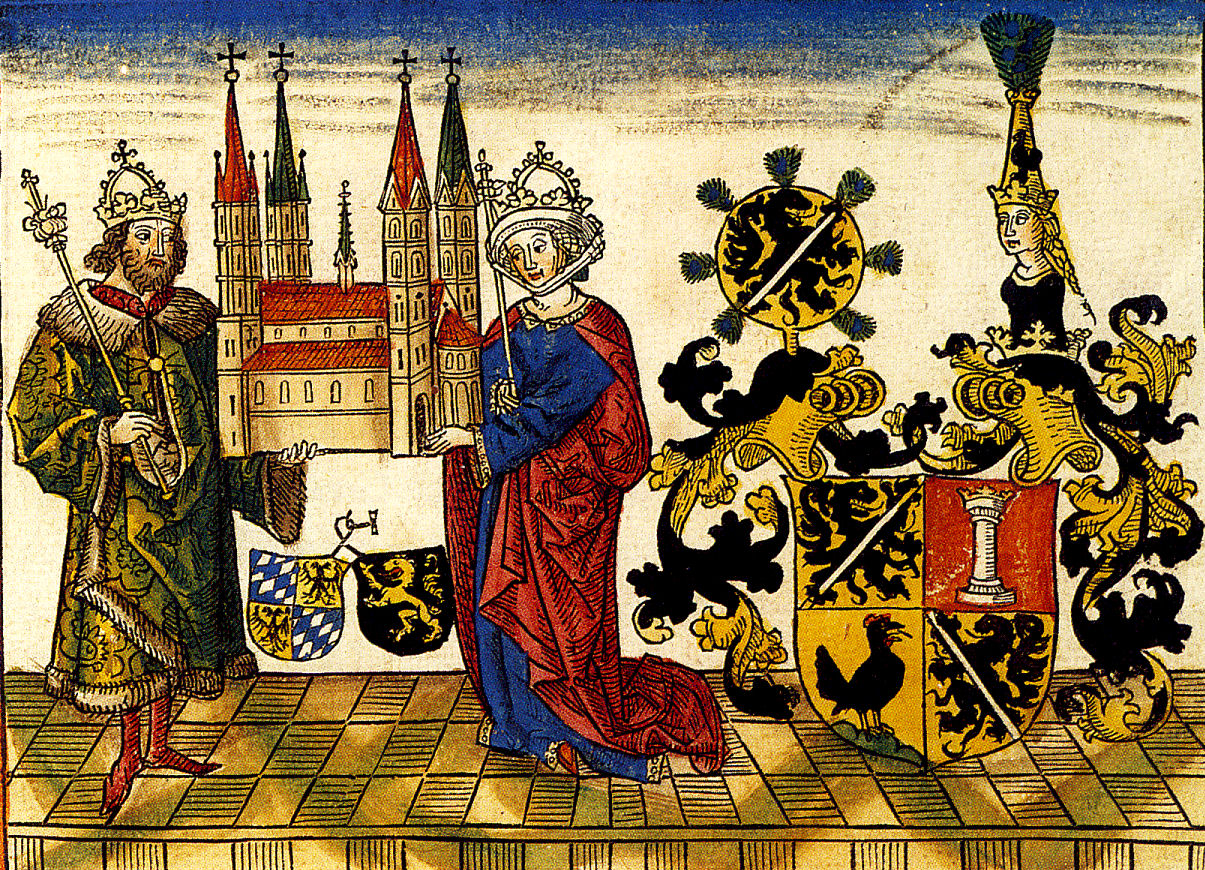
Henryk II i Kunegunda z modelem katedry – drzeworyt z 1484 r.

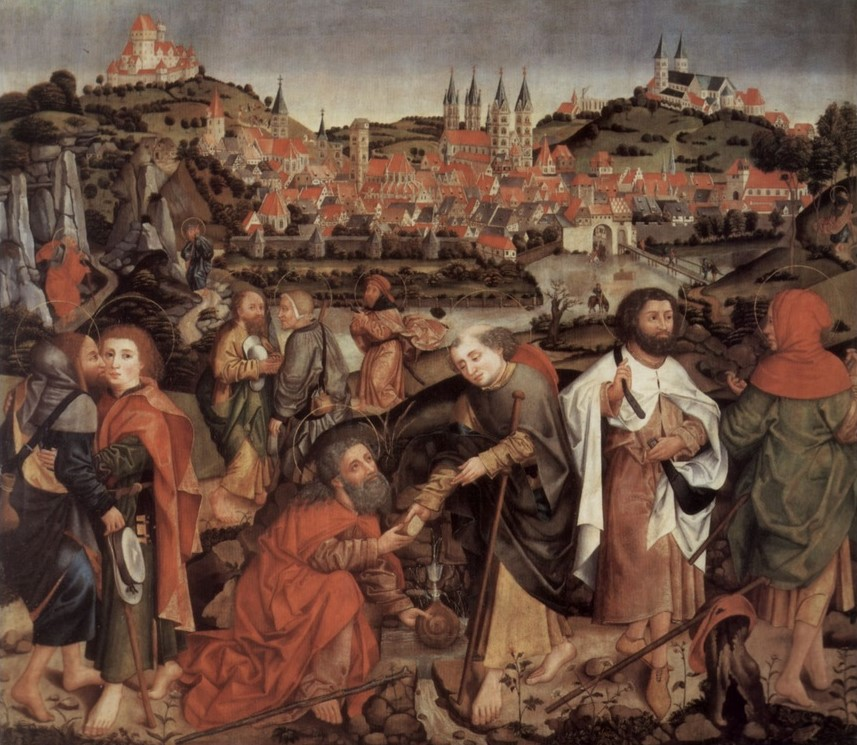
Widok na katedrę w Bambergu według Wolfganga Katzheimera

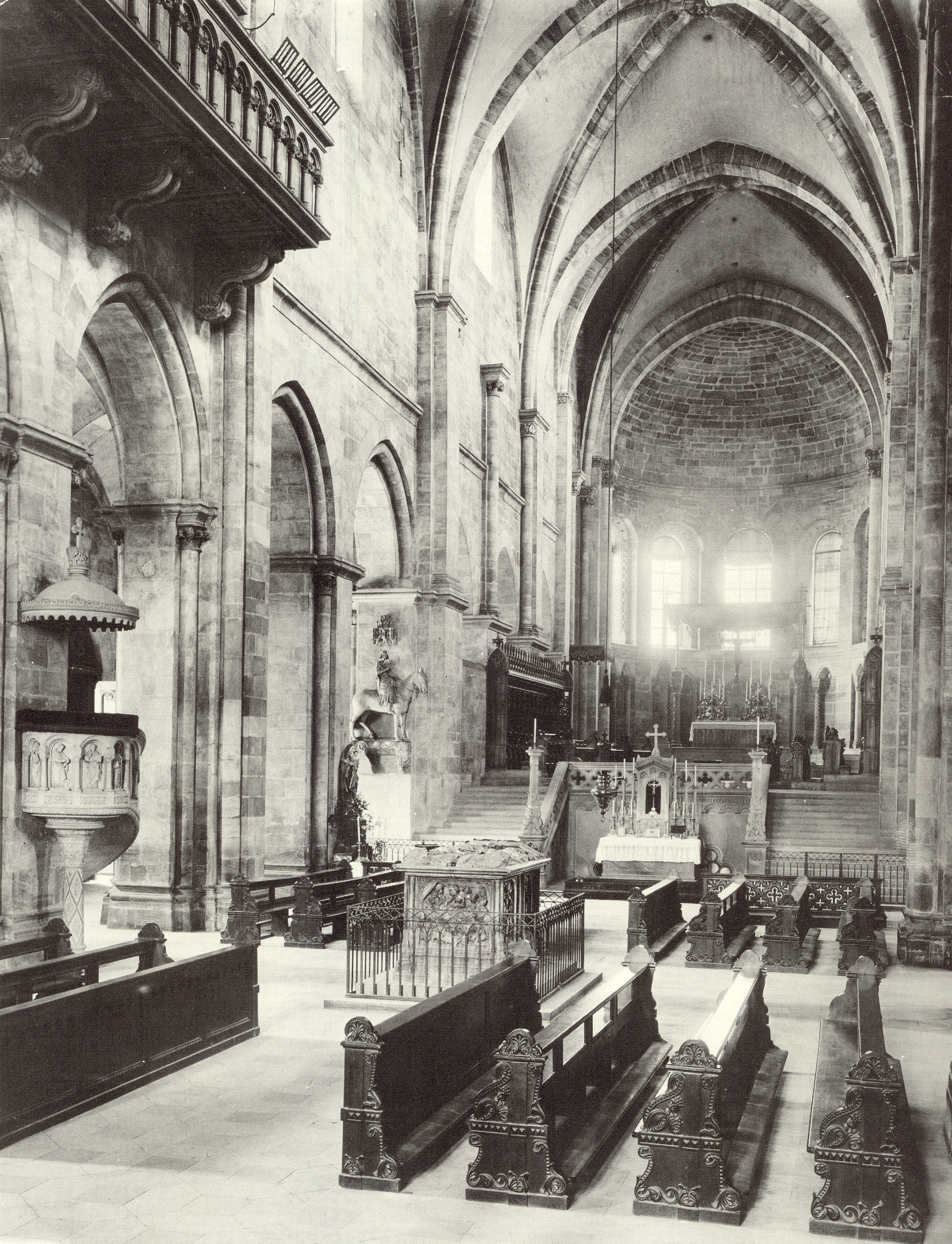
Widok na wnętrze chóru wschodniego – zdjęcie z 1897 r.

Początki dziejów kościoła wiążą się z cesarzem Henrykiem II. Budowa pierwszej świątyni trwała do roku 1012. Tego roku dnia 6 maja dokonano konsekracji. Wcześniej w 1007 roku zostało założone biskupstwo Bambergu. Pierwszym biskupem został Eberhard I (1007-1040). Świątynia została zniszczona przez pożar w 1081 roku. Ufundowana przez biskupa bamberskiego i misjonarza Ottona nowa romańska świątynia została konsekrowana w 1111. Ostateczny kształt otrzymała w XIII wieku, dzięki gruntownej rozbudowie, której patronował m.in. biskup Eckbert von Andechs-Meranien, brat św. Jadwigi Śląskiej, oraz bliski współpracownik cesarza Fryderyka II. Cesarz ten dzięki wysokim dochodom z lenna bamberskiego w roku 1225 wsparł budowę katedry, niezwykle wysoką sumą 4000 marek w srebrze. Ponowne poświęcenie katedry odbyło się w 1237 roku. Stopniowo została ona wzbogacona w liczne figury oraz elementy plastyki architektonicznej. Po wojnie trzydziestoletniej z inicjatywy prymasa Melchiora Ottona Voita von Salzburga dokonano generalnej barokizacji kościoła. Wówczas to kościół utracił wiele średniowiecznej substancji, ponadto wnętrze otrzymało jednolite barokowe wyposażenie, m.in. wykonany przez artystów flamandzkich ołtarz główny z rzeźbami przedstawiającymi Grupę Ukrzyżowania. Ważnym dla dziejów katedry okresem był XIX wiek. W 1830 roku rozpoczęto gruntowną restaurację świątyni. Patronował jej król Ludwik I Wittelsbach, natomiast pracami konserwatorskimi kierował znany z licznych inwestycji w Monachium bawarski architekt Friedrich von Gärtner. Usunięto niemal zupełnie zmiany dokonane w okresie baroku, m.in. odkuto sklepienia, ponadto odnowiono zachowane romańskie i gotyckie elementy rzeźby architektonicznej. Renowacja przyczyniła się do zubożenia budynku, gdyż została przeprowadzona zgodnie z panującą w XIX w. modą na odtwarzanie wyidealizowanego stylu średniowiecznego, co znacząco zmniejszyło historyczność zabytku. W 2007 roku uroczyście obchodzono jubileusz 1000-lecia biskupstwa bamberskiego.

## Architektura katedry
Jest to trójnawowa bazylika, z transeptem od strony zachodniej. Kościół posiada dwa chóry: zachodni oraz wschodni, który jest podwyższony, poniżej jego została umieszczona krypta, do której można wejść przez portal umieszczony pomiędzy rzędami stopni prowadzącymi na chór. Trójprzęsłowy korpus nawowy cechuje kompozycja oparta na systemie wiązanym – jednemu przęsłu nawy głównej odpowiadają dwa mniejsze przęsła w nawie bocznej.
Od strony stylistycznej architektura katedry łączy cechy późnego romanizmu (przede wszystkim na zewnątrz) oraz wczesnego gotyku (wnętrze).

### Wnętrze
Wnętrze katedry jest niemal w całości nakryte wczesną odmianą sklepienia krzyżowo-żebrowego, które spoczywa na prostokątnych filarach i półfilarach, do których przylegają kolumienki o kapitelach kielichowych ozdobionych motywem liścia akantu. Od wewnątrz artykulację ścian korpusu nawowego cechuje podporządkowanie kompozycji systemu wiązanego, w konsekwencji każde przęsło nawy głównej posiada parzyste arkady międzynawowe o lekko zaostrzonych łukach wzbogaconych pojedynczymi archiwoltami wspartymi na wspomnianych kolumienkach. Gładkie ściany przęseł cechuje wczesnogotycki wertykalizm, jedynie drobny gzyms dzieli je na dwie kondygnacje. Podział poszczególnych przęseł silnie zaznaczają gurty. Światło pada z wysoko umieszczonych niewielkich okien nawy głównej, w przypadku naw bocznych kształt okien jest odmienny, niektóre przęsła nie są oświetlone. Nieco inaczej wygląda architektura obu chórów. Chór wschodni zachował w całości romańską absydę o surowej fakturze ścian górnej jej partii (koncha), która kontrastuje z dużymi półkoliście zamkniętymi oknami oraz parami wnęk poniżej okien, wzbogaconych arkadami z łukiem w formie trójliścia, wspartych na lekkich kolumienkach z ozdobnymi trzonami i kapitelami. W przypadku chóru zachodniego o podobnej strukturze wnętrza dominują formy gotyckie, architekturę cechuje lekkość, silniej zaakcentowano podział na kondygnacje. Okna absydy są ostrołukowe (flankowane kolumienkami), ponadto na wysokości żeber sklepiennych znajdują się lunety z niewielkimi oknami. Przęsła obu chórów poprzedzające absydę nakryte są sklepieniem sześciodzielnym.

### Krypta

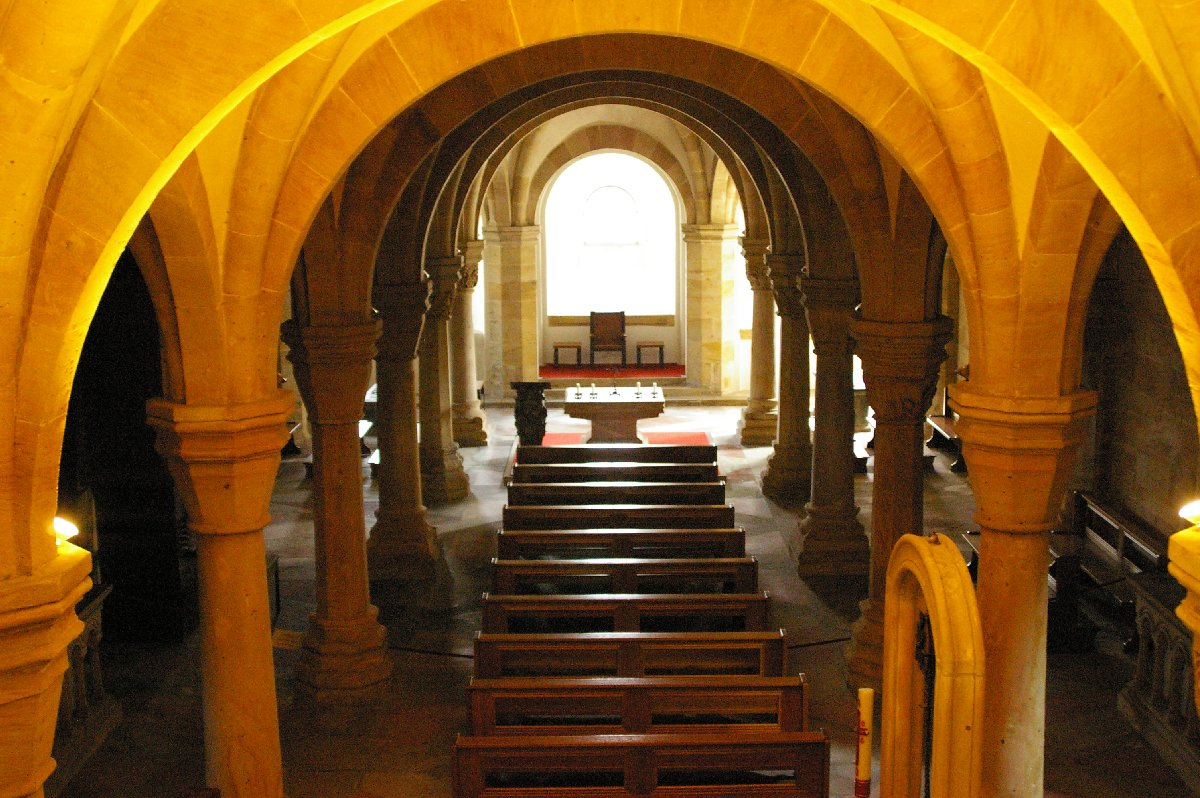
Krypta

W całości zachowała się znajdująca się poniżej wschodniego chóru romańska krypta. Składa się z trzech naw o tej samej wysokości nakrytych sklepieniem krzyżowym z gurtami. Sklepienie wsparte jest na masywnych filarach o uwydatnionych graniastych bazach o zróżnicowanej formie oraz ośmiobocznych piramidalnych kapitelach. Od wschodniej strony światło pada przez duże półkoliście zamknięte okna.

### Elewacje zewnętrzne

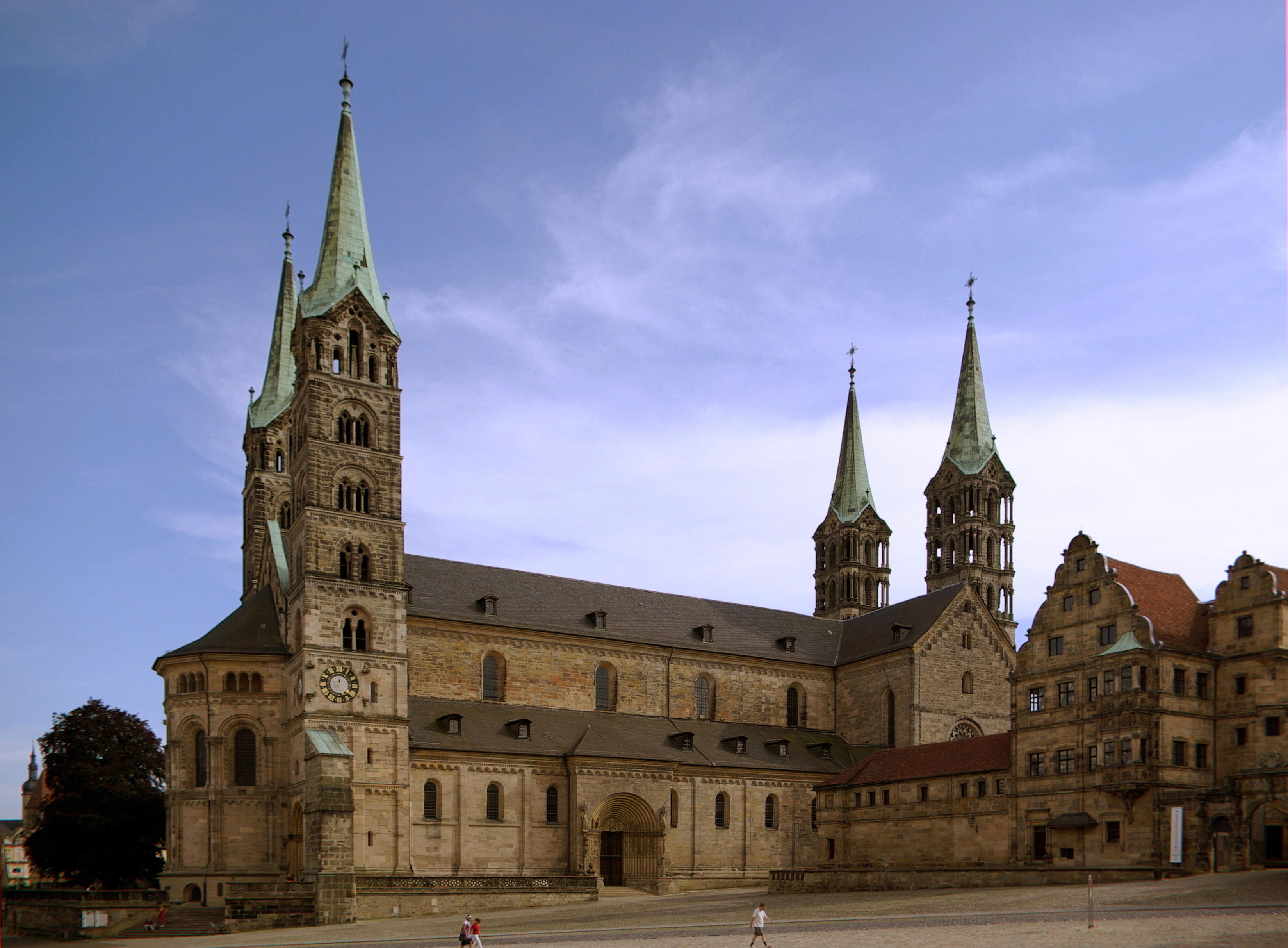
Widok katedry od strony północnej

Od zewnątrz architektura katedry silne akcentuje kubiczność jej bryły. Elewacje boczne oraz transept są surowe, pozbawione dekoracji. W przypadku transeptu zaakcentowano jego elewację wydatnym gzymsem, poniżej którego znajduje się fryz arkadowy. Okrągłe okno posiada profilowane ościeża. Podobny motyw znajdujemy na zewnątrz wielobocznie zamkniętego chóru zachodniego z uwydatnionymi na narożach półkolumnami. Najbardziej plastyczną częścią katedry jest absyda wschodniego chóru, gdzie silnie zaznaczono podziały na kondygnacje za pomocą profilowanych gzymsów. Bogato zdobione ościeża okien poprzedzone są arkadami, których kolumny sięgają aż do gzymsu wieńczącego kondygnację krypty. Pomiędzy oknami i fryzem wieńczącym cała absydę w odrębnej kondygnacji umieszczono galeryjkę oświetloną tryforiami.

### Wieże
Głównym akcentem wertykalnym, a zarazem dominantą w panoramie miasta są cztery bliźniacze wieże o niemalże identycznej wysokości. Pary tych wielokondygnacyjnych, kwadratowych w planie wież flankują oba chóry katedry. Piętrowość wież akcentują gzymsy ozdobione fryzami arkadowymi lub ornamenty liściaste. Każda kondygnacja posiada odmienne w formie okna. Wpisane w półkoliście zamknięte płyciny okna wież wschodnich mają formę romańskich biforiów. Inaczej wyglądają wieże zachodnie. O ile dolne kondygnacje posiadają jeszcze formy późnoromańskie, trzy górne piętra posiadają charakterystyczne dla francuskich katedr (przede wszystkim katedra w Laon) naroża z wielobocznymi ażurowymi aediculami, z ostrołukowymi arkadami wspartymi na smukłych kolumienkach. Wieże zwieńczone są ostrosłupowymi hełmami.

#### Dzwony

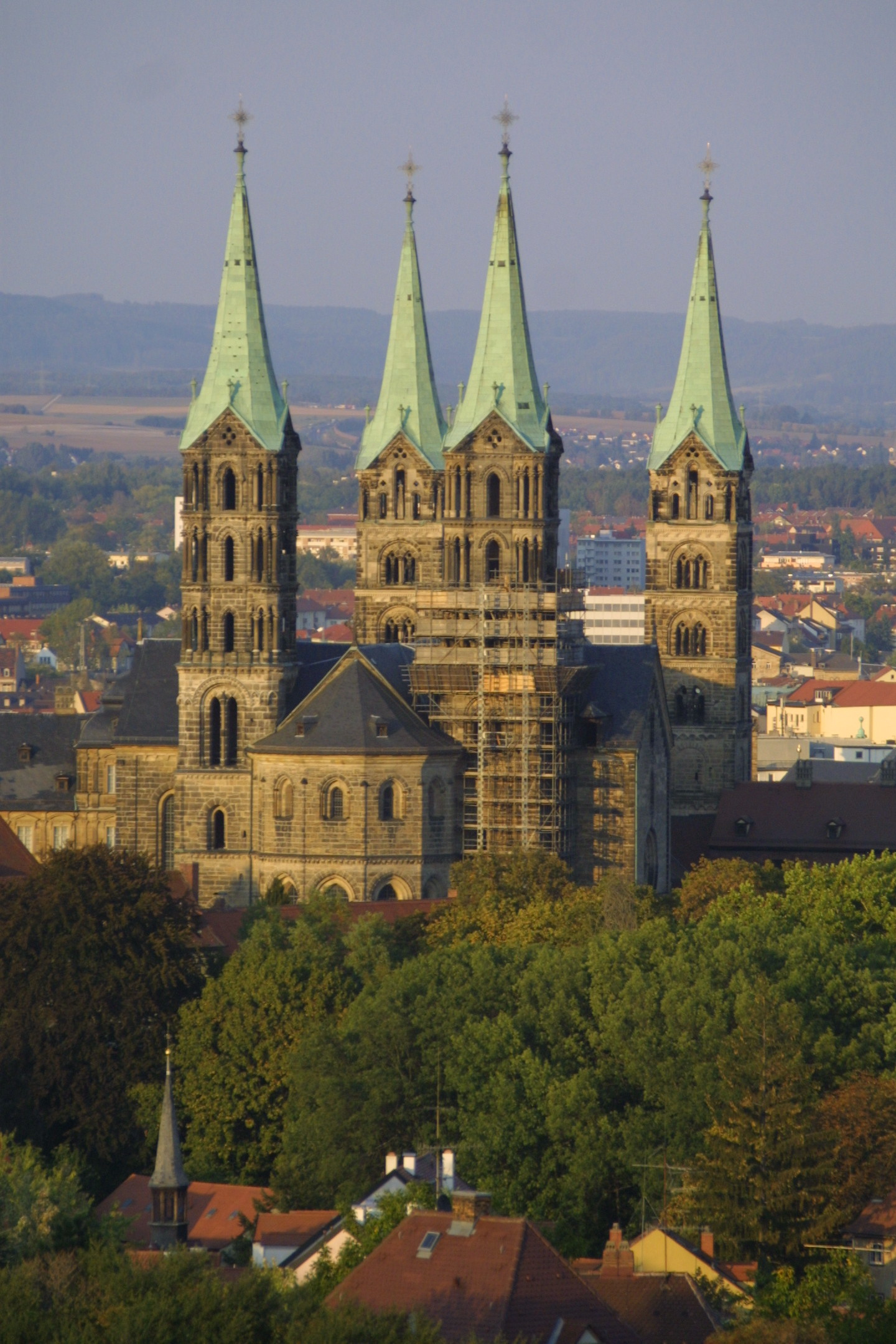
Widok katedry od strony zachodniej

Katedra w Bambergu posiada 11 dzwonów, w tym siedem dawnych.
Stare dzwony
| Lp. | Nazwa        | Średnica (mm) | Waga (kg) | Tonacja (16tel) | Odlewnik             | Data odlania                              |
| 1   | Henryk       | 1799          | 5200      | cis¹+9          | nieznany             | według napisu na dzwonie 13 sierpnia 1311 |
| 2   | Kunegunda    | 1590          | ~3600     | c¹+13           | nieznany             | koniec XII wieku; możliwe, że 1185        |
| 3   | Apostoł      | 1655          | ~2430     | h0+4            | Friedrich Hamm       | 1886                                      |
| 4   | Maria        | 1335          | ~1500     | dis¹+4          | Johann Ignatius Höhn | 1735                                      |
| 5   | Armeseelen   | 844           | ~500      | fis²-1          | nieznany             | około 1200                                |
| 6   | Zapfendorfer | 745           | ~400      | ~gis²           | nieznany             | około 1200                                |
| 7   | Meßglocke    | 591           | ~200      | gis²-7          | nieznany             | około 1300                                |

Nowe dzwony
| Lp. | Nazwa      | Średnica (mm) | Waga (kg) | Tonacja (16tel) | Odlewnik      | Data odlania |
| 1   | Św. Jerzy  | 1090          | 780       | fis¹+10         | Rudolf Perner | 1972         |
| 2   | Św. Piotr  | 985           | 556       | gis¹+7          | Rudolf Perner | 1972         |
| 3   | Św. Otto   | 822           | 310       | h¹+11           | Rudolf Perner | 1972         |
| 4   | Św. Michał | 653           | 170       | dis²+9,5        | Rudolf Perner | 1972         |

### Monasterium kanonickie
Do katedry od strony południowej przylegają zabudowania dawnego monasterium kanonickiego i siedziby biskupów.
W całości zachowały się gotyckie krużganki. Najstarsze, południowe skrzydło jest z XII w., pozostałe dobudowano w następnym stuleciu. Forma architektoniczna jest analogiczna do średniowiecznych zabudowań klasztornych; zwłaszcza na terenie Rzeszy powstała tradycja budownictwa takich zabudowań także przy kościołach katedralnych. Do dziś zachował się w całości krużganek oraz dawny kapitularz.

#### Dawny kapitularz
Kaplica Gwoździa Chrystusowego (Nagelkapelle) swoją nazwę zawdzięcza przechowywanej tu relikwii gwoździa z Krzyża Pańskiego, umieszczonej w złotym, kameryzowanym, bogato zdobionym rokokowym XVIII-wiecznym relikwiarzu, w formie zbliżonej do monstrancji. Ostrosłupową szkatułę na relikwię trzymają dwie złocone figurki aniołów w geście adoracji. Sama kaplica znajduje się w dawnym kapitularzu – sali zebrań, w formie gotyckiej hali o dwóch nawach, krytej sklepieniem krzyżowo żebrowym. Oprócz zgromadzonych tu relikwii kaplicę zdobi ołtarz z późnogotyckim retabulum w formie tryptyku, z płaskorzeźbionym w drewnie przedstawieniem 12 Apostołów.

#### Krużganki
Czworoboczny wirydarz otoczony jest XIV-wiecznym krużgankiem, który w obecnej postaci jest gotycki, nakryty sklepieniem krzyżowo żebrowym. Obecnie krużganek mieści lapidarium Muzeum Diecezjalnego. Zbiory pochodzą przede wszystkim z zewnętrznych elewacji katedry, przede wszystkim figury proroków i apostołów z ościeży portalu Książęcego (1239), oraz dekoracja portalu Adama (1229) – sześć figur z ościeży – Adam i Ewa, para cesarska i dwaj apostołowie. Oprócz zbiorów katedralnych znajdują się tu też figury pochodzące z innych kościołów Bambergu, m.in. cykl kamiennych figur świętych, gotyckich z II poł. XIII w., figura króla z końca XIV w., XVII-wieczna figura Chrystusa dłuta Justusa Glenckera.

## Rzeźba
Katedra w Bambergu posiada zespół cennych dzieł rzeźby architektonicznej oraz rzeźby monumentalnej. Dekoracje rzeźbiarskie powstały w latach dwudziestych XIII w., ukończenie ich datuje się na czas konsekracji katedry, w 1237 roku. Od strony stylowej mamy tu podobny przypadek jak z architekturą, część z portali i cyklów rzeźbiarskich cechuje późny romanizm, inne posiadają cechy charakterystyczne dla wczesnego gotyku. Wewnątrz katedra prezentuje kolejne cykle rzeźby, ponadto w skład zabytkowego wyposażenia wchodzi kilka dzieł związanych z czołowymi artystami, przede wszystkim z okresu późnego gotyku.

### Portale
Do katedry prowadzi pięć wejść. Dwa umieszczone są na wschodnich ścianach wież wschodnich, dwa znajdują się na północnej elewacji katedry, ponadto piąte wejście prowadzące bezpośrednio do zakrystii (Gittertür) znajduje się przy południowej ścianie południowo-zachodniej wieży. Cztery wejścia są ozdobione portalami z bogatymi cyklami figuralnymi wykonanymi z kamienia.

#### Brama Adama

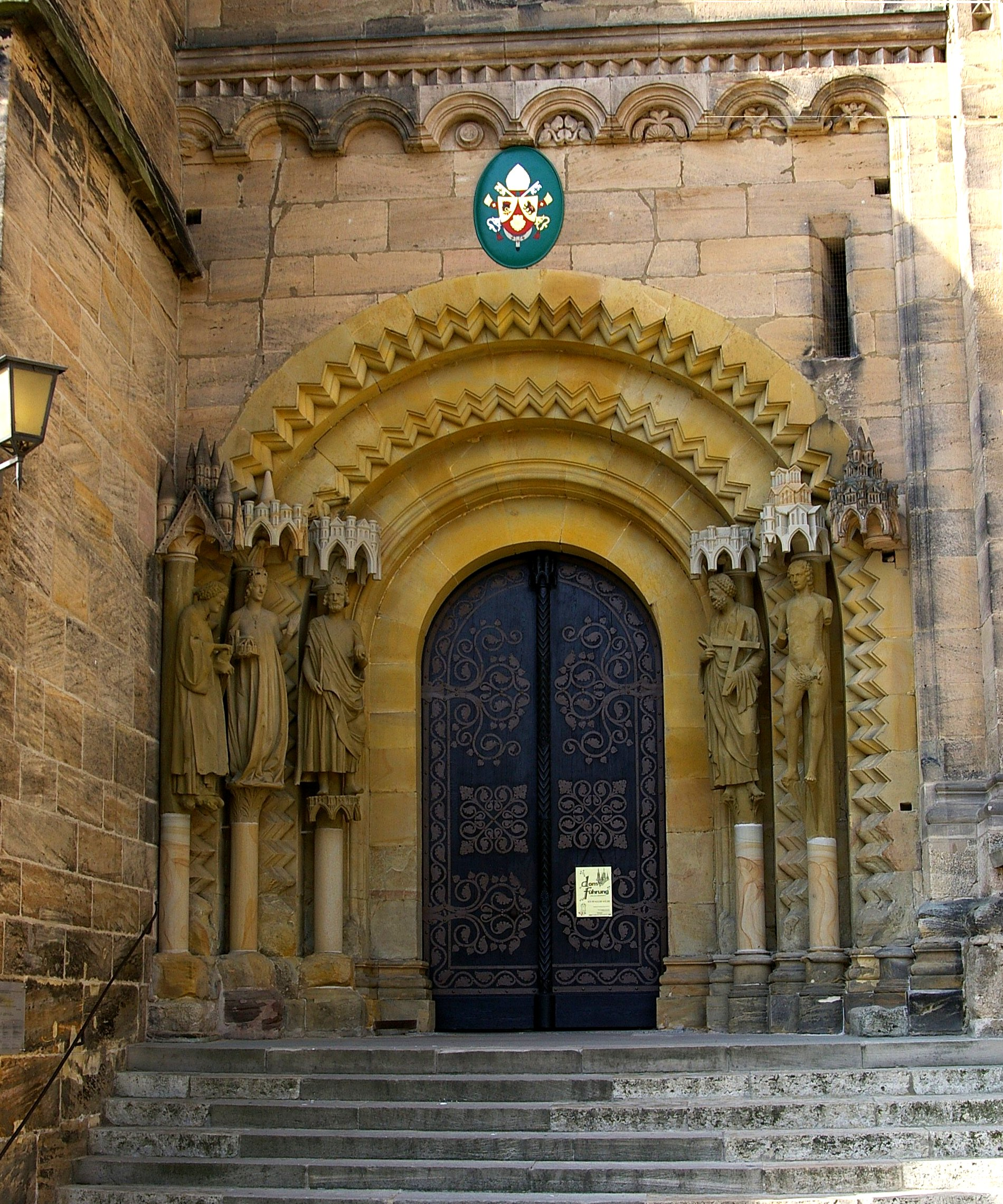
Brama Adama

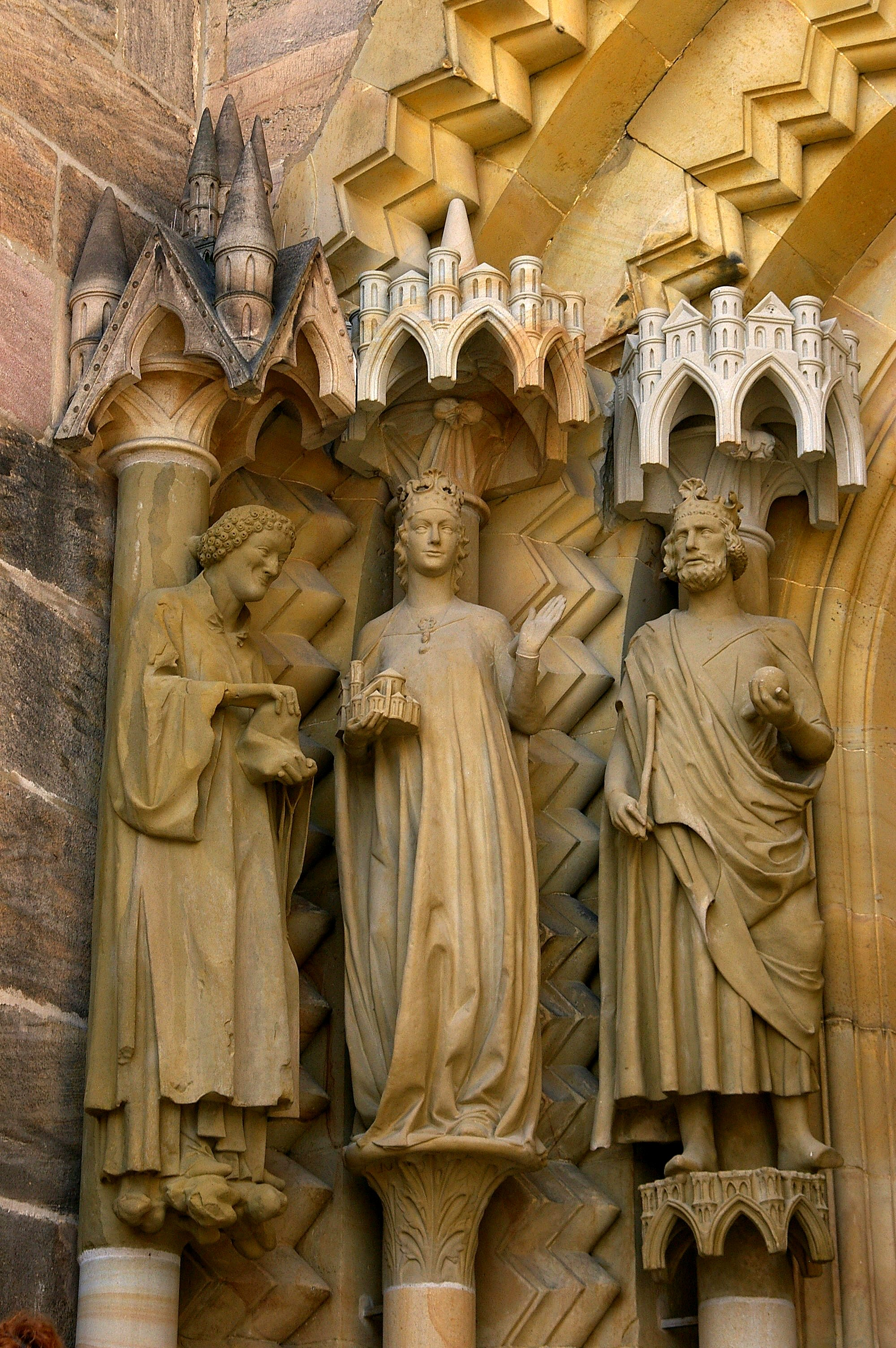
Brama Adama – Święty Szczepan oraz Henryk II i Kunegunda

Brama Adama (Adamspforte) znajduje się na wschodniej elewacji południowo-wschodniej wieży. Jej portal ma formę półkoliście zamkniętego łuku, obramionego ościeżami i archiwoltami o trzech uskokach, do dwóch z nich przylegają węgary o zygzakowatym profilu. Pomiędzy uskokami ościeży umieszczone są po trzy filary z każdej strony, na których postawiono stojące na konsolach pełnoplastyczne figury: po lewej stronie Adama i Ewę oraz św. Piotra apostoła, po prawej św. Szczepana męczennika oraz parę cesarską Henryka II i Kunegundę Luksemburską. Znajdujące się in situ rzeźby są wiernymi kopiami oryginałów przechowywanych w lapidarium katedralnego muzeum. Postacie cechuje wyjątkowy wówczas na obszarze Rzeszy realizm, dostrzegalny przede wszystkim na twarzach, pewną manierę twórców zauważyć można w charakterystycznych lokowatych fryzurach pierwszych rodziców i pary cesarskiej bądź kędzierzawych, dekoracyjnych fryzurach świętych, o lekko uśmiechniętych twarzach. Obaj święci trzymają swoje atrybuty, pierwszy męczennik trzyma kamień, apostoł zaś krzyż, w jego przypadku symbolizujący nie tylko męczeńską śmierć, lecz również przynależność do Chrystusa i założenie apostolskiego Kościoła. Wyróżniające się nagością oraz specyficzną bryłowatością stojące w kontrapoście postacie Adama i Ewy są jednymi z pierwszych przykładów aktów w rzeźbie średniowiecznej. Naprzeciwko pierwszych rodziców ukazana jest w żywym ruchu para cesarska, obleczona w długie antyczne tuniki nawiązuje do ciągłości Cesarstwa rzymskiego, kiedy to narodził się Chrystus. W kontekście Adama i Ewy koronowani Henryk II i Kunegunda mogą nawiązywać do rodziców Zbawiciela, lecz de facto oni są „rodzicami” biskupstwa Bambergu. Trzymający Insygnia koronacyjne – jabłko i berło – Henryk II założył przy katedrze siedzibę biskupią, zaś Kunegunda ufundowała pobliski kościół Świętego Szczepana, którego model trzyma w prawej ręce. Stojący obok niej pierwszy męczennik ostentacyjnie patrzy na model i zwraca się z uśmiechem do cesarzowej. Każda z postaci stoi pod ozdobnym baldachimem, z których każdy ma odmienny kształt zwieńczenia najeżonego wieżyczkami i bogatego w detale architektoniczne. Są to przykłady charakterystycznej dla wczesnogotyckiej rzeźby tzw. mikroarchitektury – są to miniaturowe kapliczki na planie centralnym z mnogą ilością elementów architektonicznych w tym przypadku o romańskich formach.

#### Brama Łaski

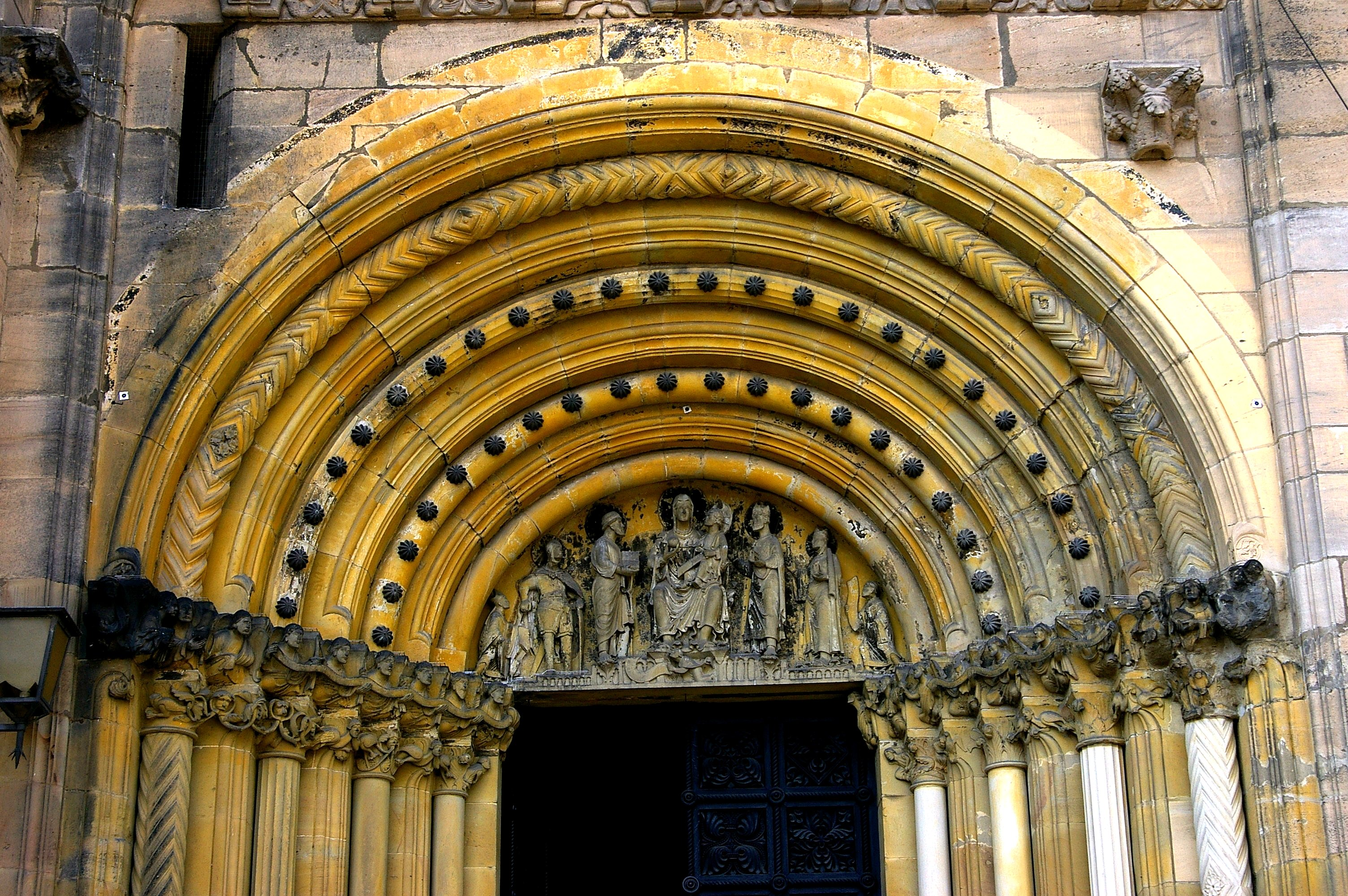
Brama Łaski – widok na tympanon

Brama Łaski (Gnadenpforte), zwana także Maryjną (Marienpforte), znajduje się przy wschodniej ścianie północno-wschodniej wieży. Od strony stylowej kształt i struktura portalu, podobnie jak portal Bramy Adama, nawiązują do sztuki romańskiej, z tym że ten portal posiada bogatszą dekorację architektoniczną. Zarówno archiwolta, jak i dźwigające je smukłe kolumienki przylegające do rozglifionych ościeży, posiadają odmienny sposób opracowania powierzchni każdego elementu, co bardzo uplastycznia architekturę i jednocześnie silnie integruje ją z dekoracją rzeźbiarską, na którą składają się tympanon oraz dekoracje kapiteli kolumn. Ciągi kapiteli zdradzających formy wczesnogotyckie z motywami roślinnymi łączą umieszczone powyżej nich niewielkie popiersia przedstawiające apostołów. Na tympanonie wykonano w drugim dziesięcioleciu XII w. płaskorzeźbione figury. Centralne miejsce zajmuje Madonna z Dzieciątkiem w typie sedes sapientiae, do której zwracają się po jej prawicy patroni katedry – Święty Piotr i Święty Jerzy (w zbroi), po lewicy zaś założyciele biskupstwa – Henryk II z małżonką. Przy spojeniach tympanonu widać dwie klęczące postacie, są to kolejni fundatorzy katedry – biskup Ekbert von Andechs-Meranien (po prawicy) i prepozyta katedralny Poppo von Andechs (po lewicy). Ponadto u stóp Marii dostrzec można postać Ottona VII – grafa księstw Merania i Andechs. Tympanon ten zawiera program polityczny, zaś od strony historyczno-artystycznej jest to przykład tympanonu fundacyjnego charakteryzującego się ukazaniem najczęściej z profilu postaci fundatorów klęczących bądź składającym hołd Marii z Dzieciątkiem itp.

#### Brama Świętego Wita

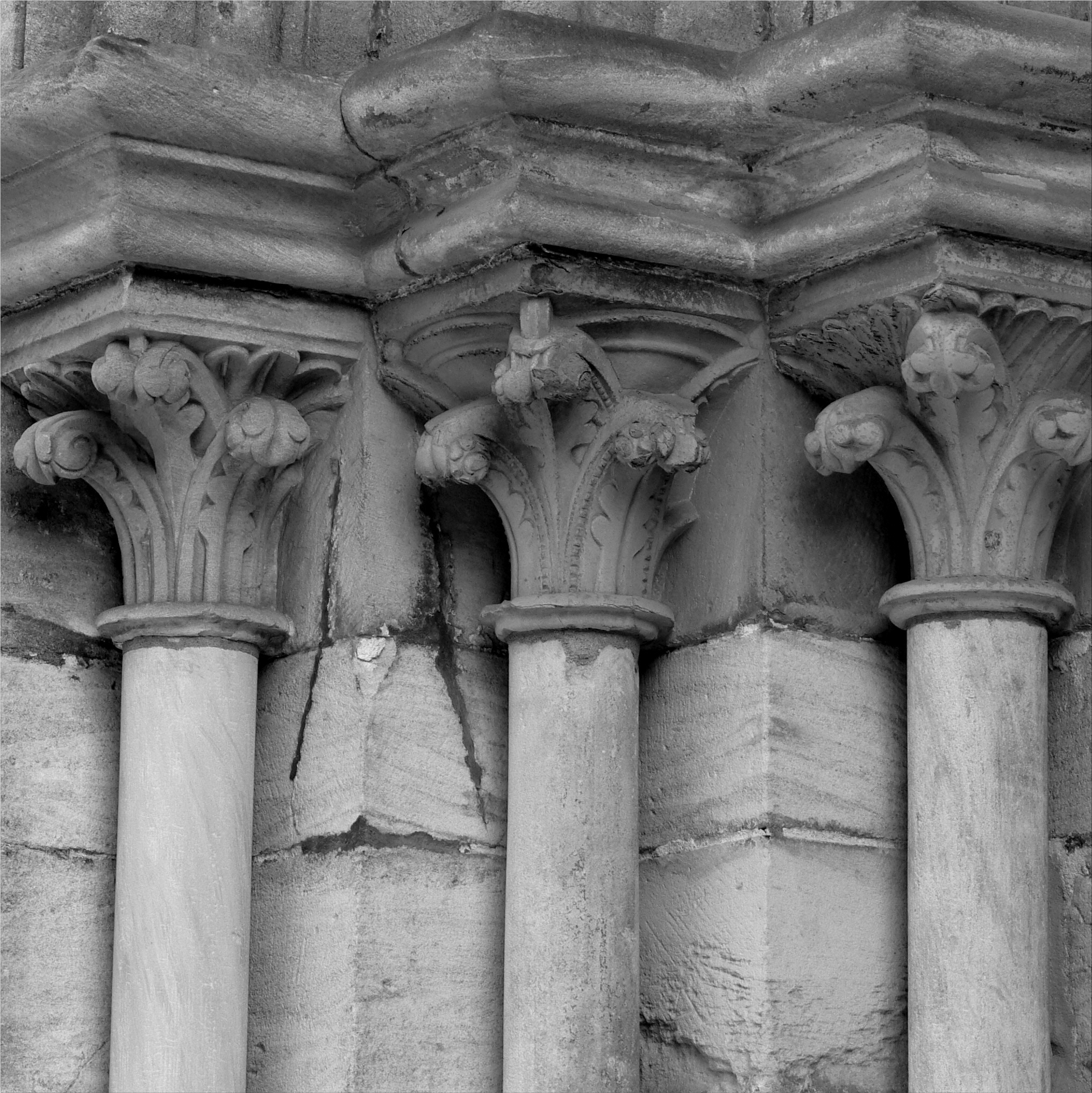
Fragment Bramy Świętego Wita – widok na późnoromańskie kapitele

Brama Świętego Wita umieszczona podobnie jak Portal Książęcy w północnej elewacji katedry prowadzi bezpośrednio do zachodniego transeptu. W przeciwieństwie do powyżej omówionych portali od strony architektonicznej portal bramy Świętego Wita jest skromny. Od strony formy jest prostokątny, zamknięty łukiem dwuramiennym o profilowanych ościeżach. Wejście flankują dwa rzędy kolumn z charakterystycznymi, kielichowymi kapitelami ozdobionymi w narożach motywem liścia. Forma kapitelu powtarza się także w innych miejscach katedry. Wejście to jest dedykowane Świętemu Witowi – męczennikowi, który według podań z rozkazu cesarza Dioklecjana został rzucony na pożarcie lwom, ale Wit uczynił przed zwierzętami znak krzyża, a zwierzęta położyły się ulegle przed nim.

#### Portal Książęcy

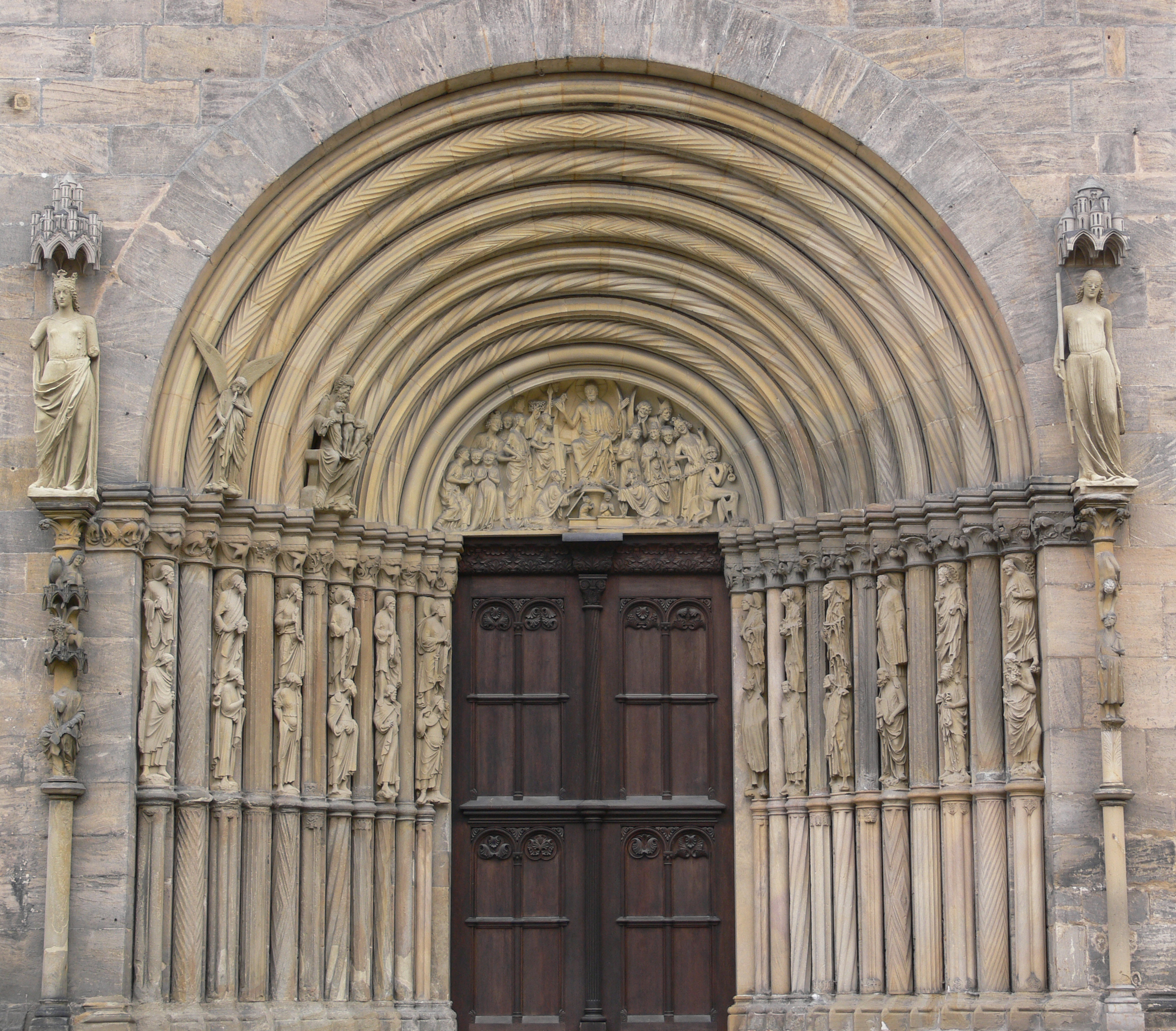
Portal Książęcy

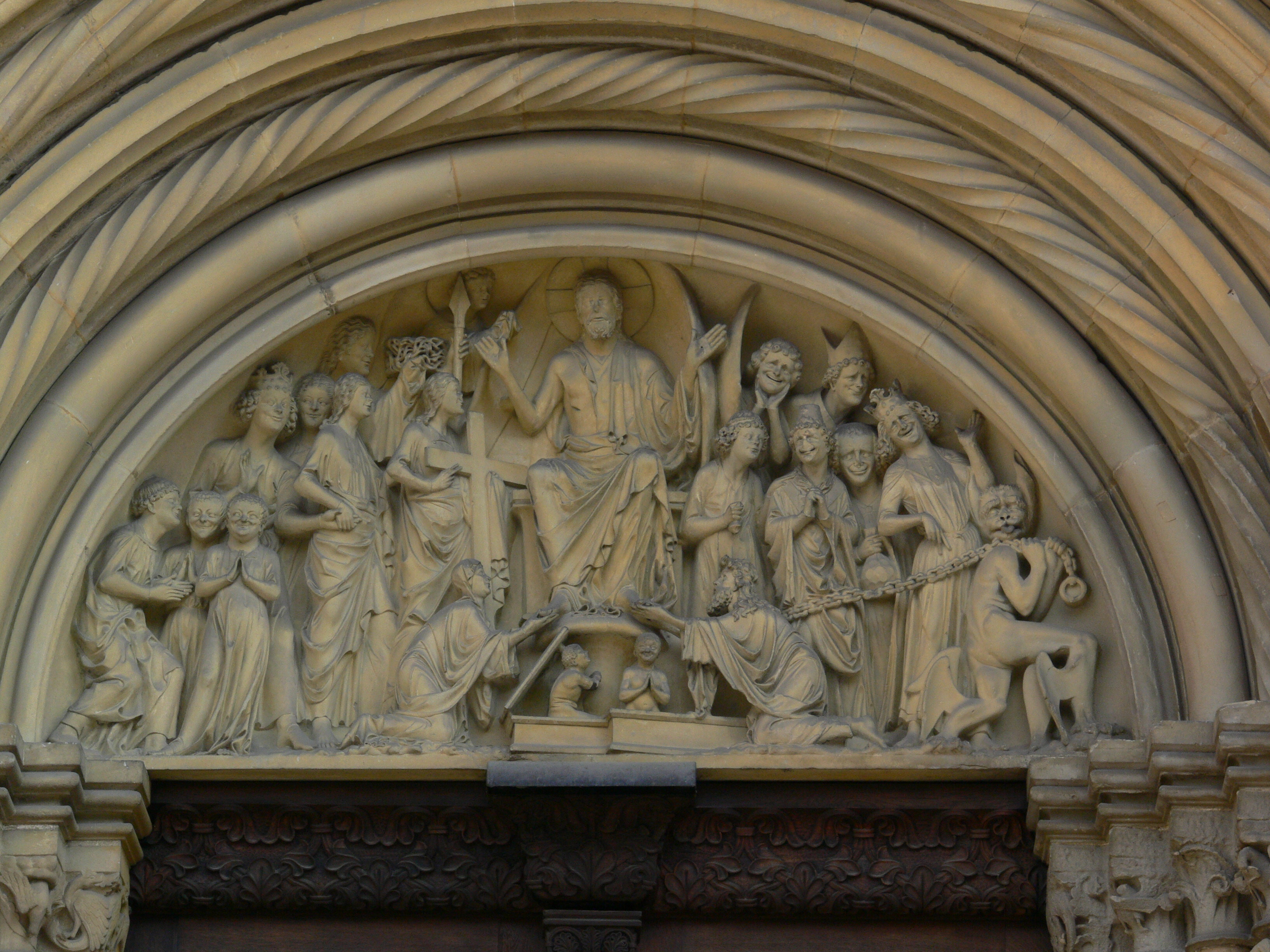
Tympanon portalu ze sceną Sądu Ostatecznego

Portal Książęcy (Fürstenportal) jest umieszczony na północnej stronie korpusu nawowego. Wykonany został między 1225 a 1237 rokiem. Architektura portalu ma swoje podobieństwa do Bramy Łaski. O ile portale wejść wschodnich zostały stworzone w dużej mierze przy pomocy form późnoromańskich i zaopatrzone w tradycyjne w romanizmie treści w tympanonach, o tyle zespół rzeźb Portalu Książęcego cechuje się zgoła odmiennymi właściwościami programu ikonograficznego, ukształtowania i stylu. W tympanonie znajduje się przedstawienie Sądu Ostatecznego, całe wydarzenie zostało wpisane w obręb tympanonu, tworzy jednolitą całość. Pośrodku na tronie wspartym na filarze zasiada Jezus pokazujący swoje rany. Po Jego prawicy stoją anioły z arma Christi – narzędziami męki.

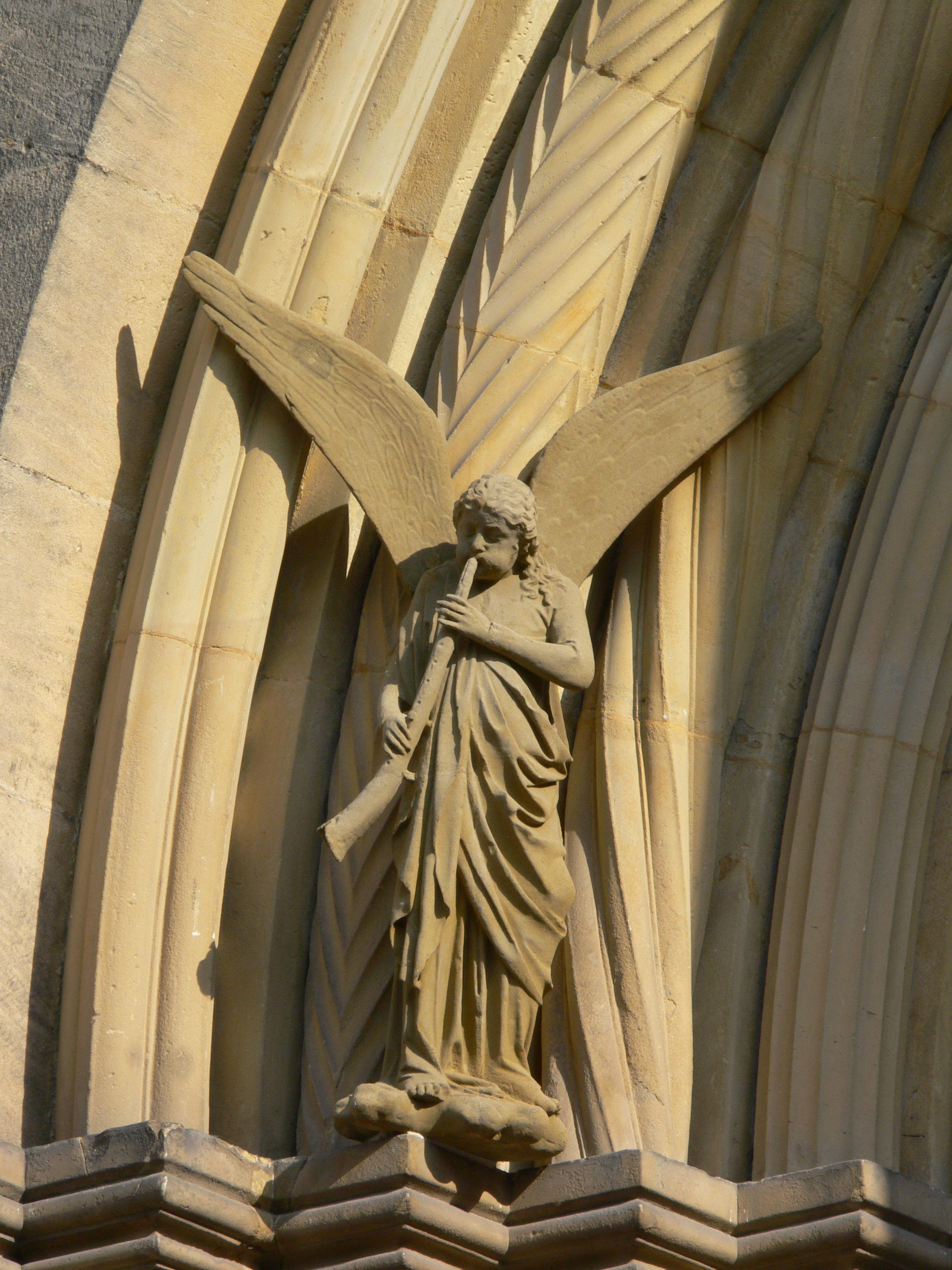
Anioł grający na trąbie – dekoracja archiwolty Portalu Książęcego

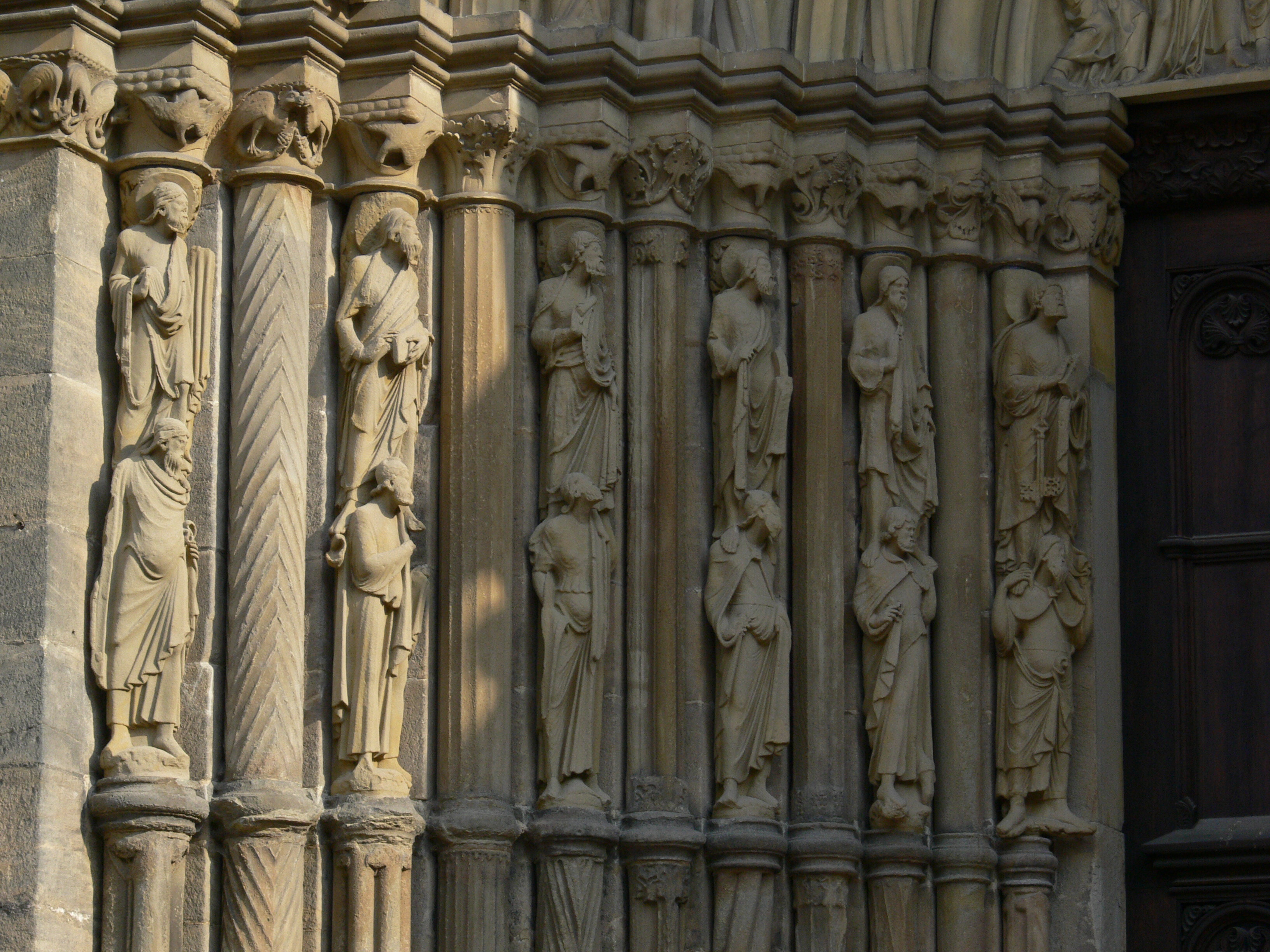
Rzeźby ościeży portalu

U stóp Jezusa w geście adoracji klęczą Maryja i Jan Ewangelista, pomiędzy nimi dwie wskrzeszone postacie uśmiechając się powstają z sarkofagów. Po bokach kompozycji dwie grupy postaci – zbawionych i potępionych. Uśmiechnięty król słucha wezwania stojącego przed nim anioła, podczas gdy z drugiej strony bestia o groteskowej twarzy, z oślimi uszami i skrzydłami u łydek ciągnie grupę grzeszników skutych łańcuchem. Powyżej w tej grupie można odnaleźć postacie z koroną, tiarą i infułą oraz postać skąpca z wypchaną sakwą, którą mocno ściska w ręce. Postacie te są przedstawione tak jasno, że chciałoby się wiedzieć, jakie konkretne osoby autor dzieła miał tu na myśli. Z pewnością nie omieszkał dokonać krytyki niektórych przedstawicieli najwyższych instytucji, tak sakralnych, jak świeckich. Natomiast uśmiech kilku postaci zbawionych, choć bardzo nienaturalny, odbiega od żałośnie powykrzywianych twarzy potępionych.
Kolejny duży zespół figur znajduje się przy ościeżach portalu, który jest silnie zintegrowany z kolumnami, których trzony cechuje zróżnicowane opracowanie powierzchni. Dekoracja kapiteli z ażurowymi motywami roślinnymi (głównie liście) nacechowana jest przestrzennością i silnym ładunkiem dynamiki. Naprzemianlegle z kolumnami ustawione są pary pełnoplastycznych figur apostołów i proroków. Apostołowie stoją na ramionach proroków, co może być tu tłumaczone jako podkreślenie Starego Testamentu jako podstawy dla Nowego Testamentu. Powyżej belkowania zachowało się kilka figur, m.in. postać Abrahama i anioła grającego na trąbie.

#### Eklezja i Synagoga
Integralną częścią ideową kompozycji są flankujące portal, stojące na przyporach pełnoplastyczne figury Eklezji (po stronie sprawiedliwych) i Synagogi (po stronie potępionych). Obecnie oryginalne figury znajdują się w środku katedry, zastąpione na zewnątrz wiernymi kopiami. Ich rzeźbiarskie uformowanie odpowiada ich symbolicznemu znaczeniu, pomyślane są jako przedstawienia Starego i Nowego Testamentu, ucieleśnienie zwycięstwa chrześcijaństwa nad prawem żydowskim. Obie postacie ukazane są en face w lekkim kontrapoście.

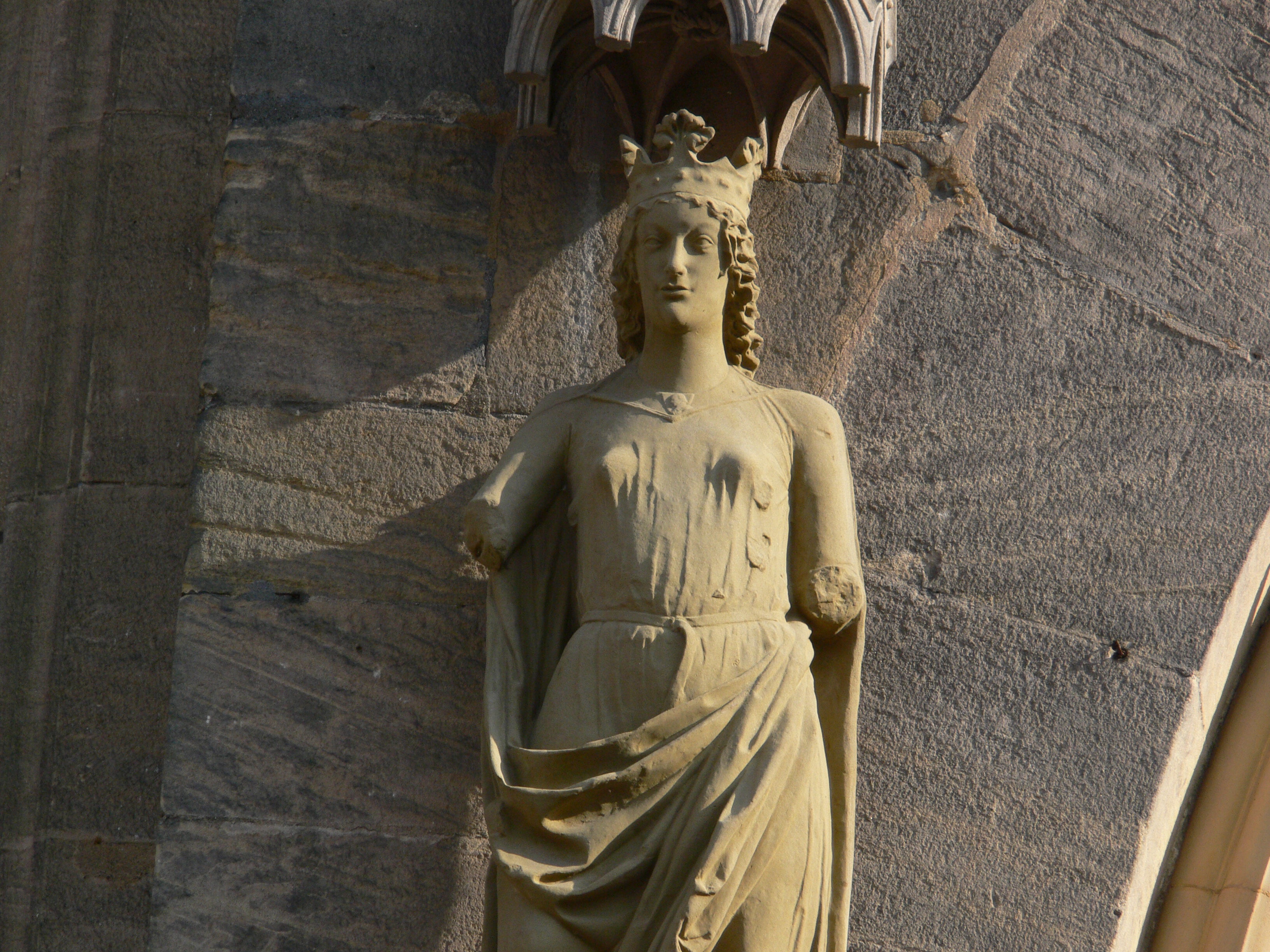
Ecclesia

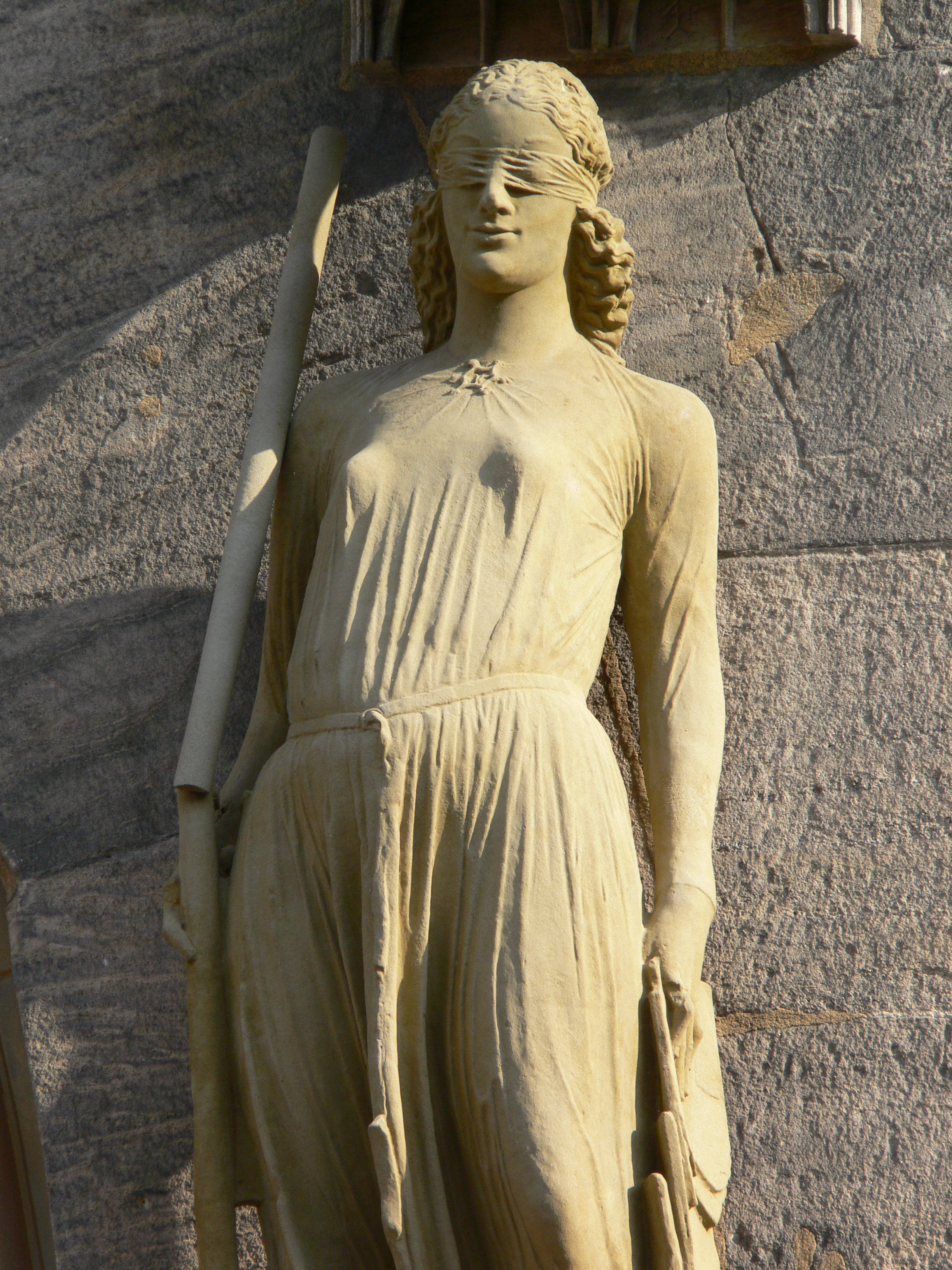
Synagoga

Odziana w długie zwiewne szaty Eklezja ma na swoich skroniach koronę. Jej wyraz twarzy bynajmniej nie obrazuje triumfu nad Synagogą; jest chłodny, surowy, co może określać jej stanowczość i władczość. Zmysłowa wręcz w swojej pozie Synagoga jest wyobrażeniem złudnego piękna, jej przewiązane draperią oczy obrazują zaślepienie, zaś złamana włócznia i tablice Mojżeszowe, które wypadają z jej rąk, symbolizują grzech. Ówczesna teologia nadała tej alegorycznej postaci, niegdyś „pierwszej oblubienicy Boga”, negatywny aspekt – „okazawszy niewierność [Bogu] i stoczywszy się do roli dziwki, na końcu czasów znów się do Niego zwróci”. Zwrot ten może przepowiadać lekko podniesiona głowa postaci. Zmysłowość Synagogi podkreślają szaty, z przejrzystego materiału, przepasane na biodrach, obciskające jej ciało niczym mokry jedwab. Ponadto, figury Eklezji i Synagogi są opracowane przez rzeźbiarza z każdej strony.

### Rzeźby wewnątrz katedry
Wnętrze katedry kryje cenny zespół wczesnogotyckich figur, które tworzą cykle figuralne, ponadto znajdują się pojedyncze figury. Najbogatszy zespół znajduje się w części wschodniej katedry, w jego skład wchodzą zachowane ściany boczne przegrody chórowej, figury tworzące sceny Zwiastowania i Nawiedzenia, nieopodal stoi postać na koniu znana jako Jeździec Bamberski.

#### Przegroda chórowa

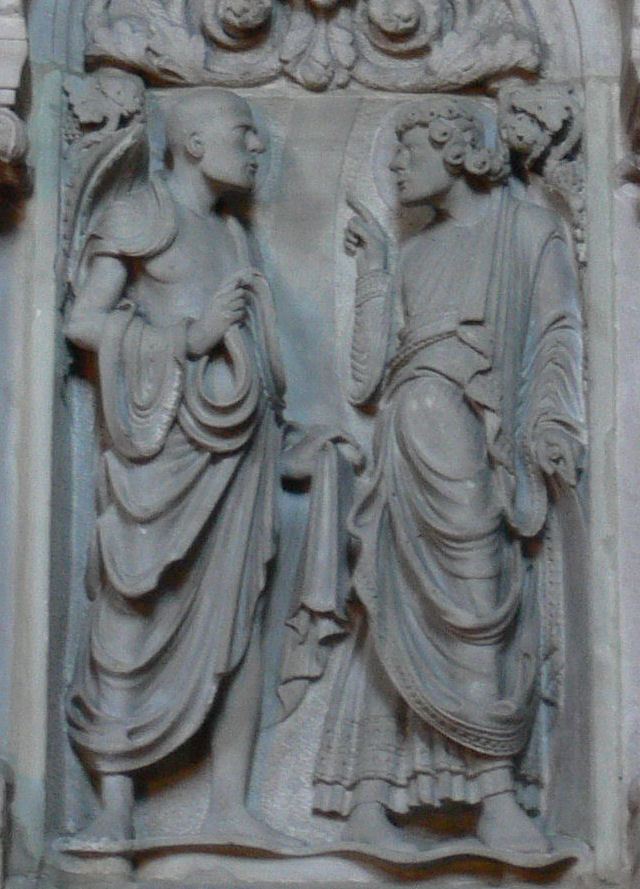
Prorok Jonasz (po lewej)

Wschodni chór został oddzielony od reszty kościoła gotycką przegrodą, z której zachowały się do dziś dwie ściany oddzielające chór od naw bocznych. Ściany umieszczone są tuż za stallami, w całości wykonane są z kamienia, posiadają bogatą dekorację architektoniczno-rzeźbiarską. Każda ze ścian bocznych przegrody chórowej jest podzielona wspomnianymi filarami na dwie części, z których każda zawiera po trzy wnęki o trójlistnych bądź półokrągłych arkadach, o bogatej dekoracji architektonicznej (głównie archiwolta i kapitele kolumienek z dekoracją roślinną), w których umieszczono pary figur apostołów (od strony południowej) i proroków (od strony północnej). Do dziś oprócz świętych Piotra i Pawła nie zidentyfikowano apostołów, w przypadku proroków możemy odnaleźć postacie Jonasza, Izajasza oraz króla Dawida. Dialog pomiędzy postaciami stanowi plastyczną harmonię z rzeźbami, doskonale koresponduje z wczesnogotyckimi figurami przylegającymi do monumentalnych filarów.

#### Grupy Zwiastowania i Nawiedzenia

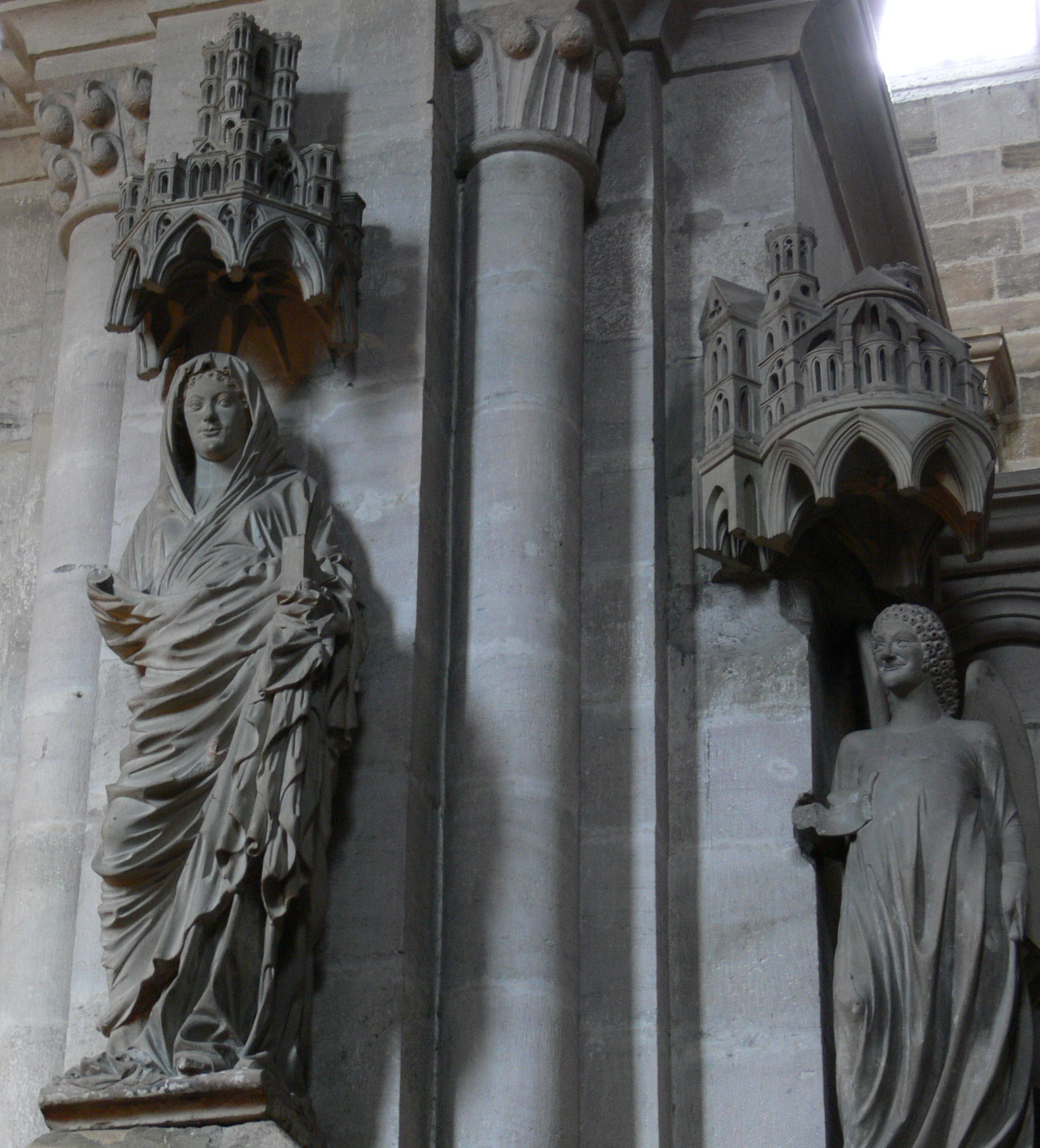
Zwiastowanie

Cenny zespół figur znajduje się przy jednym z północnych filarów chóru wschodniego, powyżej przegrody chórowej. Są to trzy pełnoplastyczne kamienne figury przedstawiające Świętą Elżbietę – matkę Jana Chrzciciela, Maryję oraz anioła. Wszystkie figury są skierowane w stronę południową. Usytuowanie figur przy jednym z masywnych kwadratowych filarów wspierających arkady międzynawowe tworzy syntezę obu scen, choć interpretacja zarówno programu całego cyklu rzeźbiarskiego, jak i tych trzech figur nie jest do końca wyjaśniona. Usytuowanie Marii pośrodku pomiędzy aniołem (po lewicy Marii) oraz Świętą Elżbietą może stanowić syntezę dwóch scen – Zwiastowania i Nawiedzenia, przy czym w jednej strony widz dostrzega scenę Zwiastowania, z drugiej wątek Nawiedzenia. Maryja spodziewa się Jezusa, zaś Elżbieta Jana Chrzciciela, obie niewiasty są brzemienne.
Od strony formalnej wątek Nawiedzenia zdradza recepcje podobnej sceny umieszczonej na zachodniej fasadzie katedry w Reims. W Bambergu treść sceny przeniesiono na ściany filaru, co jest najistotniejszą różnicą. Różnica od strony formalnej wynika również z tego, że w przypadku rzeźb bamberskich odkuto je z bloku o czworokątnym przekroju, w przypadku rzeźb z Reims bloki miały przekrój okrągły. Zmieniono również układ fałd, recepcja antycznego stylu mokrych szat została tu wzbogacona ostrymi formami, co poświadcza szczególnie draperia, którą ostentacyjnie trzyma Elżbieta; układ fałd draperii przybiera kaskadową formę, co stanowi mocny plastyczny akcent wzmacniający wyraz gestu. Gest ten został spotęgowany silnym zwróceniem głowy Elżbiety i spojrzeniem w stronę Marii. Scenie Nawiedzenia nadano pewien wymiar proroczy, co może być pewnym powiązaniem z płaskorzeźbami proroków z przegrody chórowej. Obecność anioła sugeruje drugą scenę – Zwiastowanie. Wszystkie postacie cechuje silny ładunek realizmu, szczególnie na twarzach, zachowując jednakże pewien wdzięk, szczególnie u uśmiechniętych Marii i anioła, których mimika silnie kontrastuje z dość oschłym wyrazem twarzy Elżbiety. Recepcja antycznych form jest interpretowana jako odwołanie się do historii – obie kobiety żyły za czasów rzymskiego cesarza Augusta, współcześnie z rzymskim antykiem. Taka szata formalna przywołuje pierwsze lata chrześcijaństwa. Czas powstania tych rzeźb wiąże się z budową nowej gotyckiej katedry i księciem Ekbertem von Andechs-Meranien, bliskim współpracownikiem cesarza Fryderyka II Hohenstaufa, którego działalność polityczna, militarna i kulturalna objęła tereny dawnego cesarstwa rzymskiego.

#### Jeździec bamberski
Przy południowym filarze chóru Świętego Jerzego znajduje się Jeździec bamberski (Bamberger Reiter) – naturalnej wielkości pełnoplastyczna rzeźba typu pomnikowego – uznawany za pierwsze po antyku dzieło rzeźby pomnikowej. Od strony formalnej integralnie pasuje do Grupy Nawiedzenia i innych współczesnych pomnikowi dzieł zachowanych w katedrze. Ta nieokreślona nazwa rzeźby wiąże się przede wszystkim z problemami interpretacji jeźdźca. W ramach dyskusji wchodzą zarówno świecki, jak sakralny charakter figury. Ascetyczne i realistyczne ukazanie twarzy postaci i królewski atrybut (korona) oraz reprezentacyjna poza przemawiają za wizerunkiem któregoś z władców. Interpretacja jest bardzo złożona i do dziś nie udało się jednoznacznie zidentyfikować postaci. Uważa się, że został przedstawiony:
- Konrad III
- Henryk I Ptasznik
- Henryk II Święty – fundator katedry
- Fryderyk II Hohenstauf – fundator katedry
- Stefan I Święty, król Węgier – szwagier cesarza Henryka II

Oprócz kanonizowanych władców badacze uwzględniają biblijny aspekt Jeźdźca, identyfikując go ze Świętym Jerzym, zachowanym fragmentem sceny Pokłonu Trzech Króli, a więc jednym z monarchów czy też z Mesjaszem, który według Objawienia Świętego Jana (19:11–16) jest ukazany jako król na białym koniu. Ten wątek mógłby być wpisany w kontekście wypraw krzyżowych.

#### Inne figury
W skład dekoracji północnej nawy wchodzi także figura Świętego Dionizego. Ponadto w różnych częściach kościoła znajdują się inne posągi, XIII-wieczne figury przedstawiające m.in. króla, Świętego Józefa, XIV-wieczna figura cesarzowej Kunegundy, nawiązująca w swojej formie do XIII-wiecznych figur z chóru wschodniego.

## Wystrój wnętrza

### Ołtarz główny

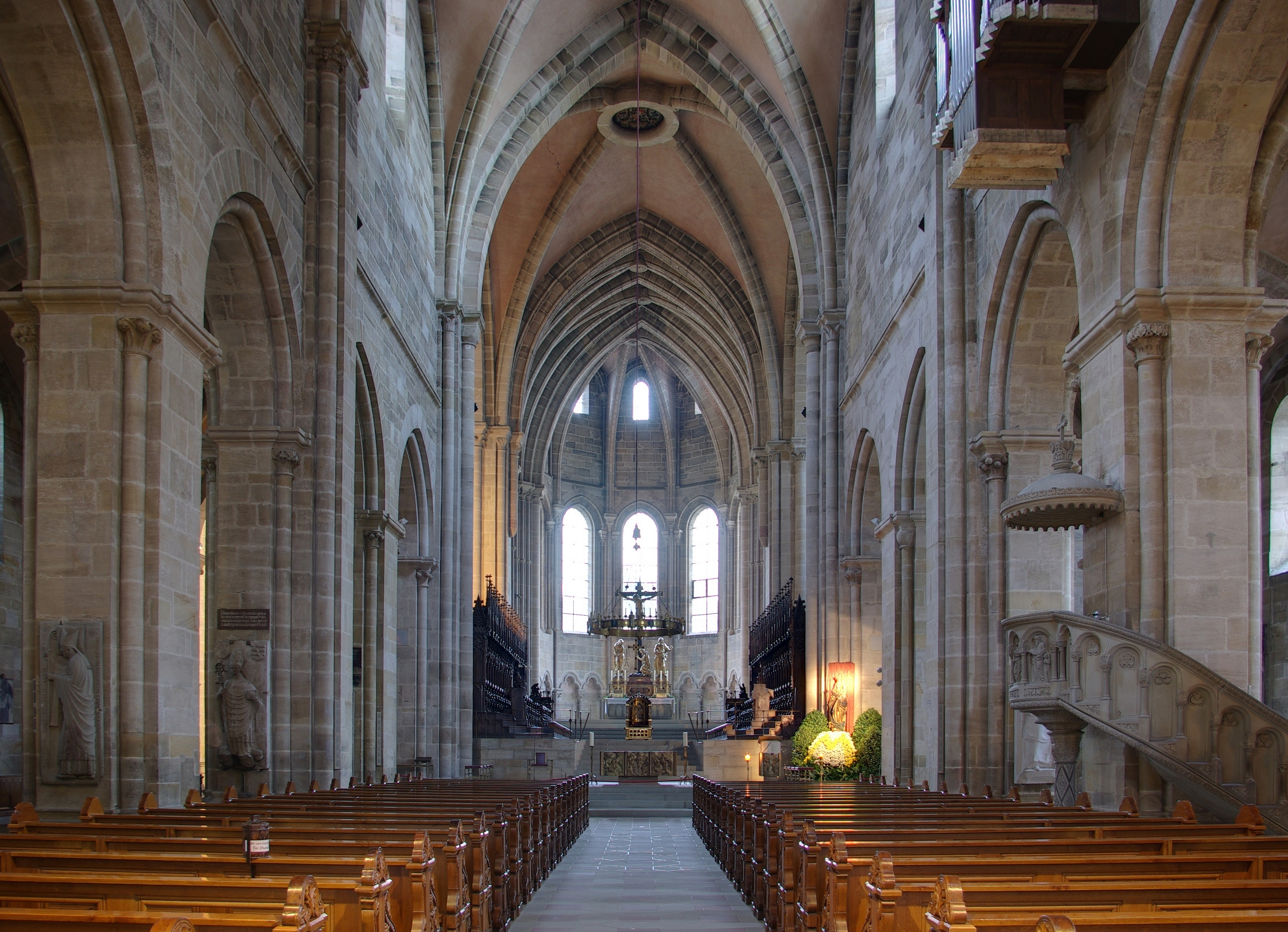
Widok na chór zachodni, z ołtarzem głównym, tronem biskupim oraz stallami

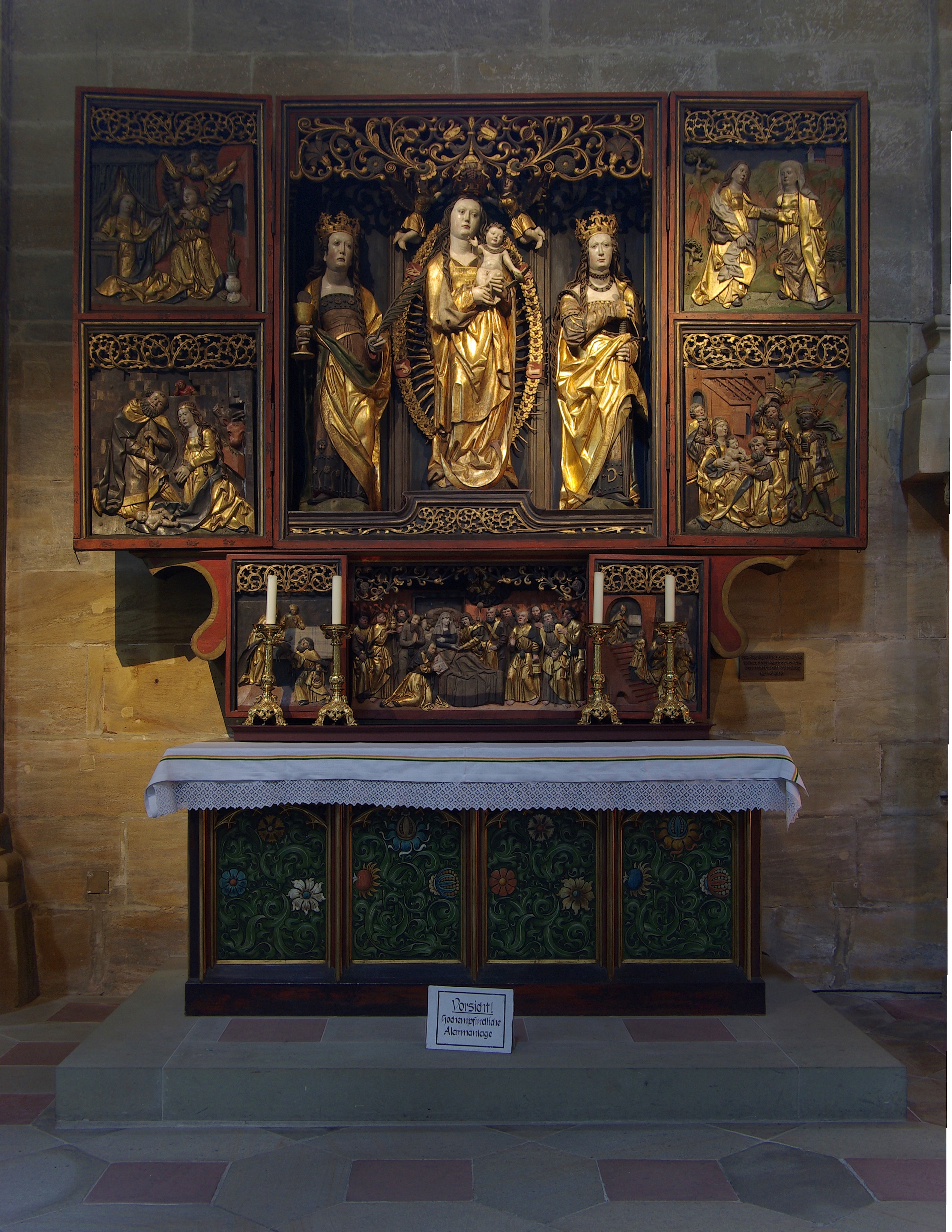
Ołtarz z Kirchgattendorf

Ołtarz główny w chórze zachodnim, stanowi barokowy zespół figur przedstawiający Grupę Ukrzyżowania wykonany przez Justusa Gleskera – rzeźbiarza z Frankfurtu nad Menem. Centralną część kompozycji stanowi krucyfiks z Chrystusem, u stóp którego znajduje się postać klęczącej Marii Magdaleny. Po bokach znajdują się figury Marii i Jana Ewangelisty. Rzeźby te cechuje charakterystyczne dla sztuki dojrzałego baroku dramatyczne poruszenie i dynamizm pozy. Liturgia odprawiana jest przy nowoczesnym, pochodzących z lat 60. stole ołtarzowym zwanym Ołtarzem Ludu (Volksaltar), znajdującym się przed schodami wiodącymi na wschodni chór.

### Stalle
We zachodnim chórze znajdują się drewniane gotyckie stalle, których czas powstania datuje się na początek XIV w. (zaplecki) i na lata 70. XIV stulecia (przednie siedziska oraz większość dekoracji rzeźbiarskiej). Dzieło to od strony artystycznej ma związek z warsztatem Parlerów. Biskup Bambergu Lamprecht von Brunn (wcześniej był biskupem Brixen, Spiry oraz Strasburga) był na praskim dworze cesarza i króla Czech Karola IV, gdzie Parlerowie wznosili praską katedrę. W latach 1822–1844 stalle przeszły gruntowną renowację.
Dwurzędowe stalle mają w całości gotycką formę. Dekoracja figuralna zawiera m.in. sceny z życia Marii i Chrystusa, przedstawienia proroków, królów Izraela oraz personifikacje czterech cnót kardynalnych:
- roztropność (łac: prudentia / sapientia) – biskup czytający księgę.
- męstwo (łac: fortitudo) – Samson pokonujący lwa
- wstrzemięźliwość (łac: temperantia) – postać jadąca na wielbłądzie.
- sprawiedliwość (łac: iustitia) – król trzymający wagę

Ponadto można dostrzec wizerunki cesarza Henryka II z małżonką, która trzyma model kościoła.

### Zespół gotyckich ołtarzy
W katedrze znajduje się cenny zespół późnogotyckich retabulów ołtarzowych z przełomu XV i XVI stulecia.

#### Ołtarz Bamberski
Przy wschodniej ścianie północnego ramienia transeptu zachował się późnogotycki Ołtarz Salwatora – tryptyk wykonany w latach 1520–1523 przez Wita Stwosza. Pierwotnie znajdował się w kościele OO. Karmelitów w Norymberdze, jednak po przejęciu kościoła przez luteran ołtarz przeniesiono do Bambergu. Wiąże się z tym również sprawa sporu artysty z radą miejską Norymbergi, dotyczącego zapłaty za wykonaną realizację, w którym rada tłumaczyła się, iż właścicielem ołtarza jest przeor Karmelitów. De facto Wit Stwosz za życia nie otrzymał ani zapłaty, ani nie zwrócono mu dzieła. W obecnym stanie ołtarz jest niekompletny, pierwotny kształt sugeruje rysunek Stwosza, który znajduje się w zbiorach Muzeum Uniwersytetu Jagiellońskiego w Collegium Maius w Krakowie. Na ołtarzu przedstawiono sceny z życia Chrystusa i Marii, w głównej części scena Adoracji Dzieciątka Jezus, na skrzydłach bocznych przedstawienia Ucieczki do Egiptu, Narodzin Marii (lewe skrzydło) Pokłonu Trzech Króli, Ofiarowania Dzieciątka w Świątyni (prawe skrzydło). Od strony stylistycznej ołtarz jest syntezą cech późnogotyckich z wpływami renesansu. Należy wiedzieć, iż w Norymberdze jeszcze za życia Stwosza pierwsze dzieła tworzył Albrecht Dürer. Cechy późnogotyckie widać przede wszystkim w stylu opracowania rzeźb oraz charakterystycznym dla rzeźby frankońskiej zachowaniu drewna w stanie surowym.

#### Ołtarz z Kirchgattendorf
Późnogotyckie retabulum ołtarzowe dedykowane Marii pochodzi z miejscowości Kirchgattendorf koło Hof, posiadłości margrabiów z Bayreuth, w dobie reformacji należała do gminy ewangelickiej. W latach 1510–1708 pełnił swoje liturgiczne funkcje. W roku 1919 ołtarz zakupiła parafia w Steinwiesen, przy czym retabulum było w złym stanie, stąd też zakupiła go archidiecezja bamberska, dzieło zostało poddane gruntownej konserwacji i przeniesiono do katedry. Początkowo znajdowało się w miejscu obecnego retabulum Ołtarza Salwatora. Obecnie znajduje się w zachodniej części nawy południowej.
Autor rzeźb i snycerki retabulum jest nieznany. Część środkową wypełniają trzy monumentalne figury; pośrodku Maria z Dzieciątkiem Jezus zza której wyłania się płomienista gloria, ponadto otoczona jest wieńcem różańcowym w typie charakterystycznym dla gotyku, z motywem stylizowanej, pięciolistnej róży. Marii asystują święte Dziewice – Katarzyna z mieczem w ręku oraz Barbara z kielichem z Hostią. Na skrzydłach bocznych sceny z życia Marii, przy czym na awersach są płaskorzeźbione na rewersach malowane.

#### Ołtarz z Mühlhausen

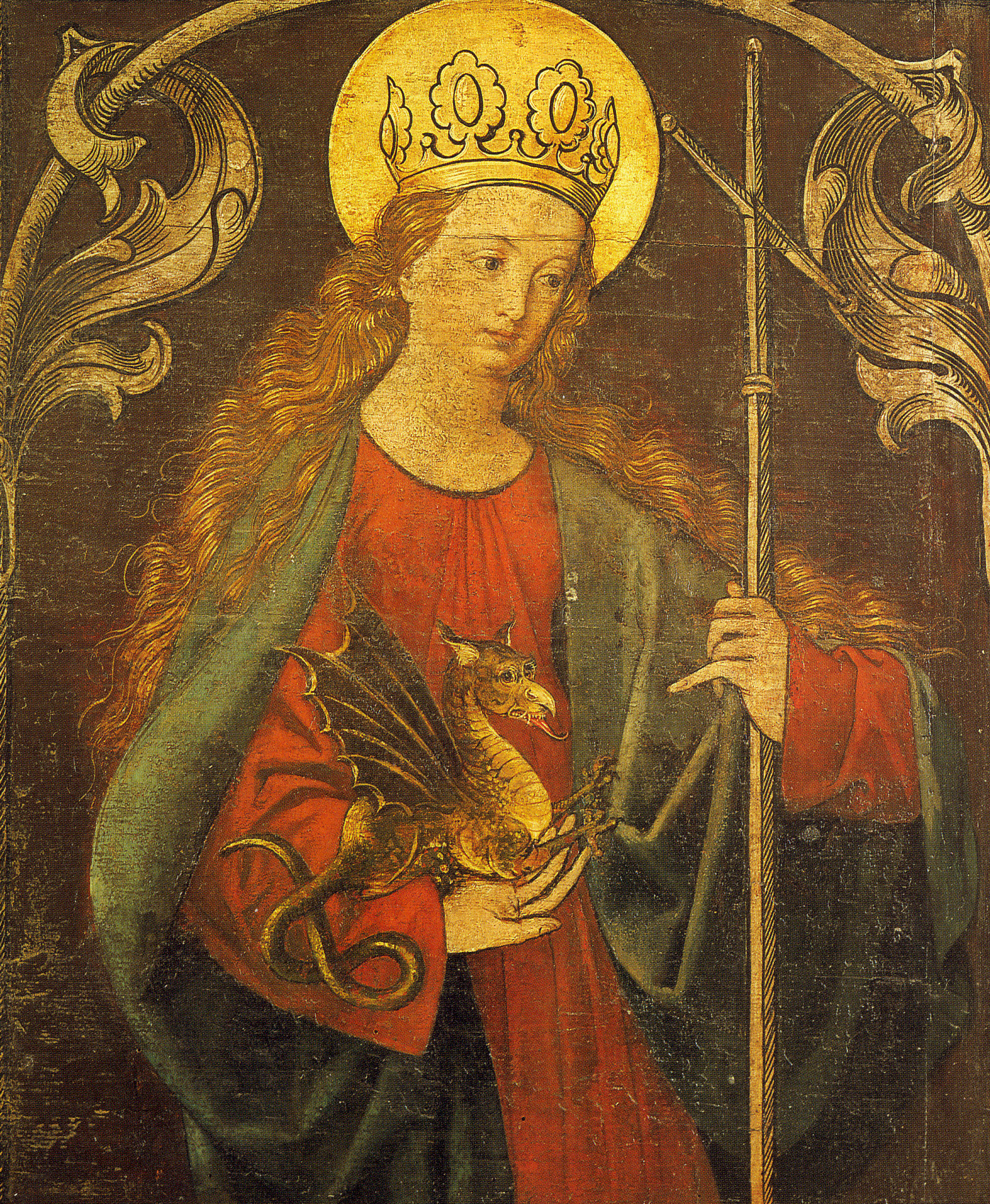
Święta Małgorzata – fragment predelli ołtarza z Mühlhausen

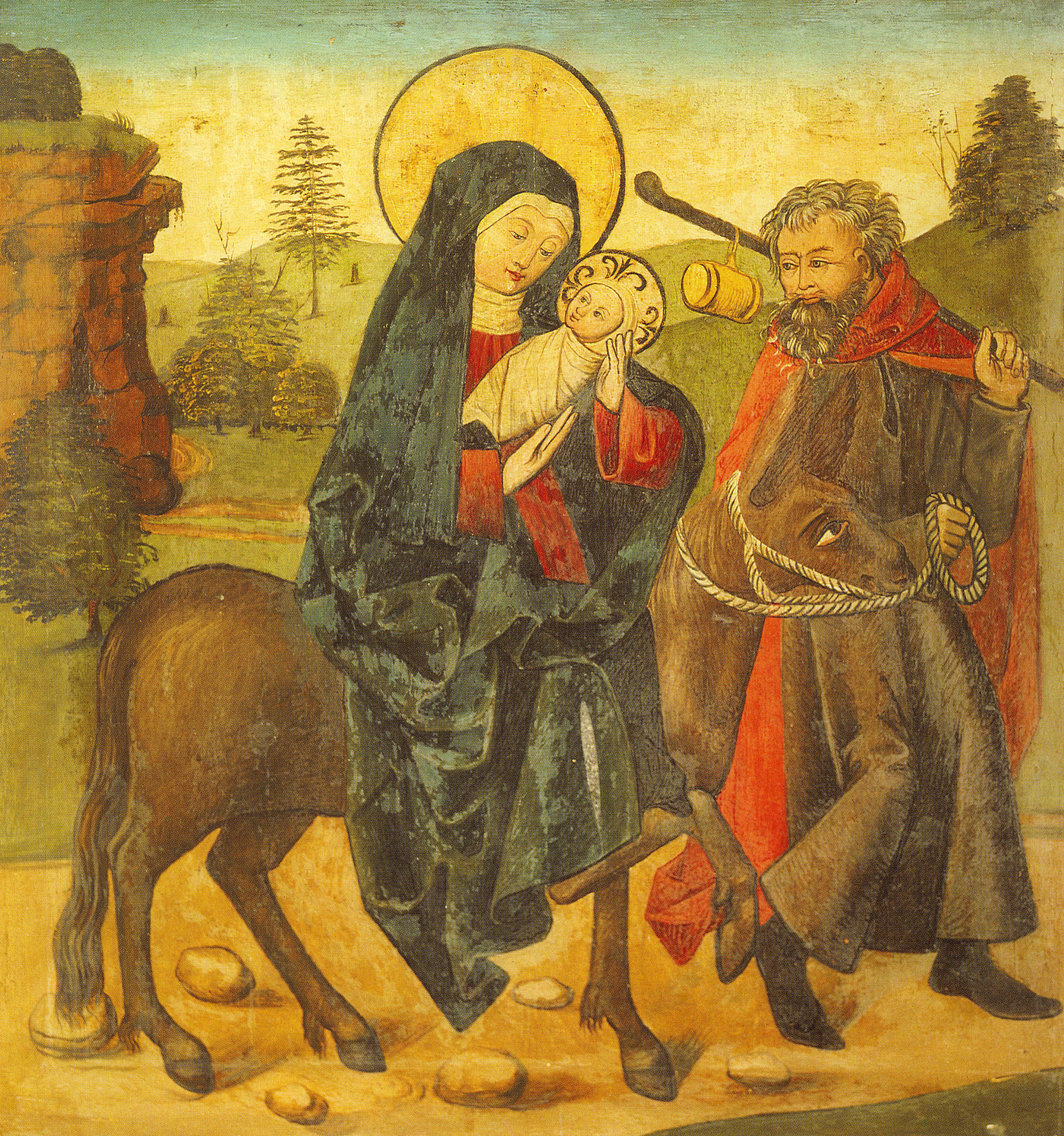
Ucieczka do Egiptu – fragment zamkniętego ołtarza z Mühlhausen

Pochodzący z ewangelickiego kościoła w Mühlhausen (powiat Erlangen-Höchstadt), położonego nieopodal na południe od Bambergu jest datowany na około 1500 rok. Jego proweniencji należy szukać w środowisku norymberskim. W 1888 roku ołtarz został przeniesiony do katedry, a następnie z inicjatywy arcybiskupa bamberskiego Josefa von Schorka przeszedł gruntowną konserwację. W roku 1904 ołtarz ten odzyskał pierwotne późnogotyckie zwieńczenie z figurą Świętej Anny.
Ołtarz ma formę tryptyku. Ołtarz otwarty jest w całości rzeźbiony. Można w nim odnaleźć wpływy twórczości m.in. Tilmana Riemenschneidera i Wita Stwosza.
- Scena główna: Maria jako Królowa w glorii Niebieskiej adorowana przez anioły. Maria trzyma Dzieciątko. Na zwieńczeniu wśród bogatej dekoracji snycerskiej o architektonicznych formach znajduje się popiersie Świętej Anny Samotrzeć.
- Lewe skrzydło: Zwiastowanie Pańskie oraz Ofiarowanie Jezusa w świątyni
- Prawe skrzydło: Boże Narodzenie oraz Pokłon Trzech Króli
- Skrzydła ołtarza zamkniętego – malowane kwatery zawierające sceny z życia Marii
- Predella: malowane wizerunki Świętych Dziewic – Małgorzaty, Katarzyny, Barbary, Rozalii.

#### Ołtarz Świętego Henryka
Dedykowany świętemu Henrykowi, cesarzowi ołtarz jest późnogotyckim tryptykiem, wykonanym w warsztacie Tilmana Riemenschneidera. Składa się z części środkowej z trzema polichromowanymi figurami oraz skrzydeł bocznych z płaskorzeźbami, gdzie zachowano drewno jako surowy materiał. Figury w środkowej części przedstawiają pośrodku św. Henryka oraz świętych Sebastiana i Szczepana. Na awersach skrzydeł święte Barbara i Katarzyna, Małgorzata i Dorota (po lewej), Maria Magdalena i Helena, oraz Urszula i nieznana święta.
Na predelli malowane przedstawienia Trójcy Świętej w typie Tronu Łaski oraz zwracający się ku niej święci m.in. Augustyn, Wawrzyniec oraz cesarzowa Kunegunda z modelem świątyni w rękach. Retabulum znajduje się w nawie północnej.

### Grobowiec papieża Klemensa II

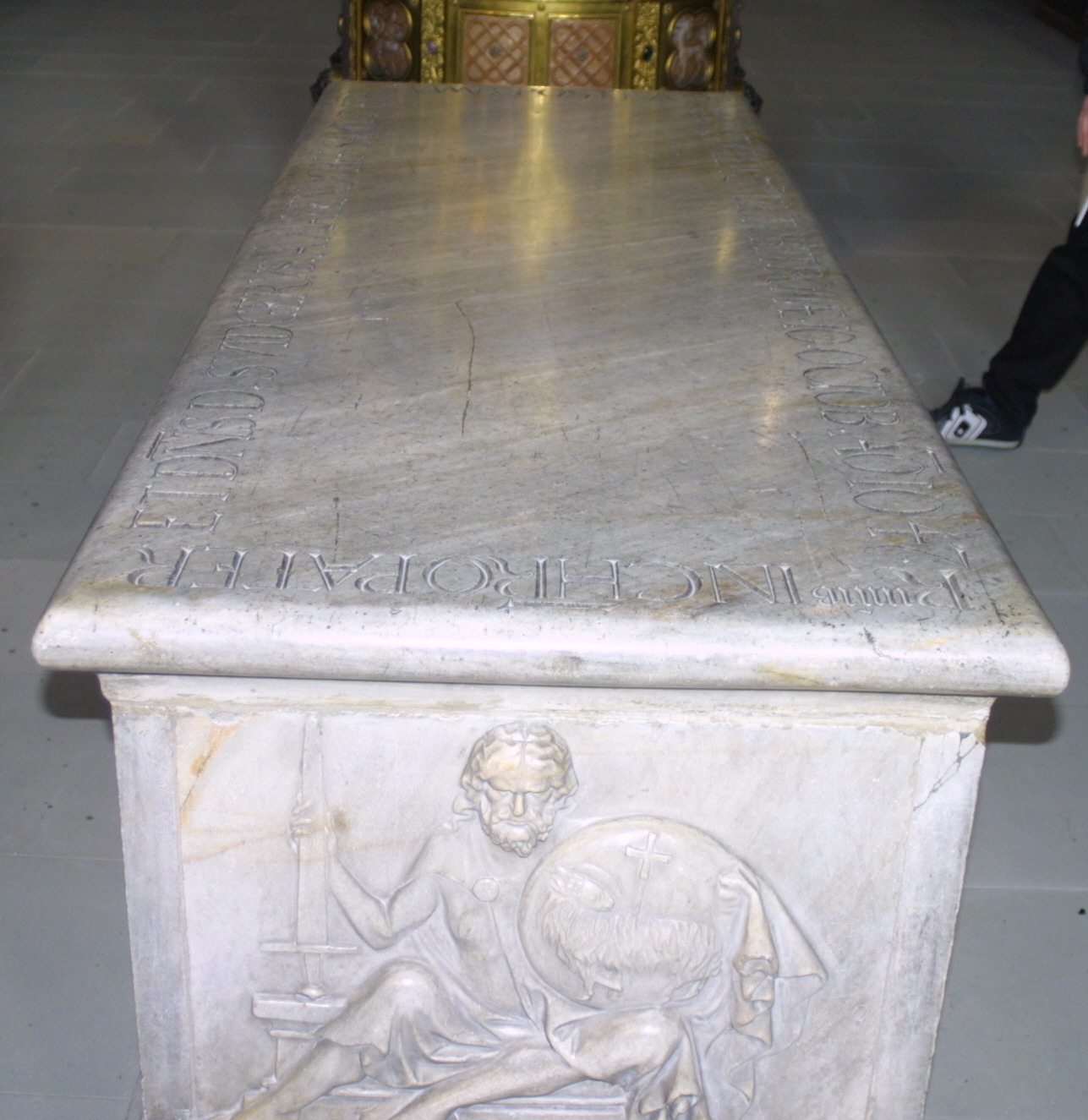
Grobowiec Klemensa II

W chórze zachodnim znajduje się wykonany z białego marmuru nagrobek papieża Klemensa II, jedyny papieski nagrobek po północnej stronie Alp. Klemens II, właściwie Suidger von Morsleben (ur. 1005 w Hornburgu, zm. 9 października 1047 w Rzymie) był synem księcia Konrada von Morsleben und Hornburg. Przed wyborem na papieża był biskupem w Bambergu w latach 1040–1046. Jego pontyfikat przypadał w okresie od 24 lub 25 grudnia 1046 do 9 października 1047.
Sarkofag w obecnym kształcie jest dziełem konserwacji w ubiegłym stuleciu, zachowały się jednak elementy z ok. połowy XIII stulecia, przede wszystkim podstawa oraz reliefy na bocznych płytach z następującymi przedstawieniami:
- Strona wschodnia – papież Klemens II z Archaniołem Michałem.
- Strona zachodnia – Jan Chrzciciel
- Strona południowa – Personifikacje czterech cnót kardynalskich:

Sprawiedliwość (Iustitia): kobieta z wagą
Męstwo (Fortitudo): kobieta i lew
Wstrzemięźliwość (Prudentia): kobieta i smok
Roztropność (Temperantia): kobieta mieszająca wino z wodą

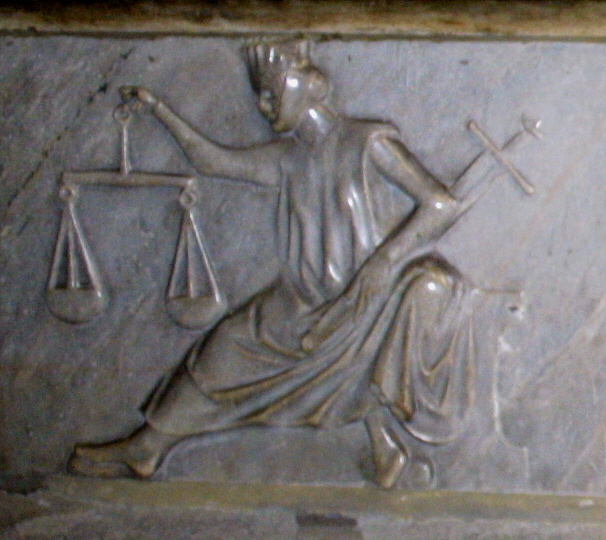
Sprawiedliwość
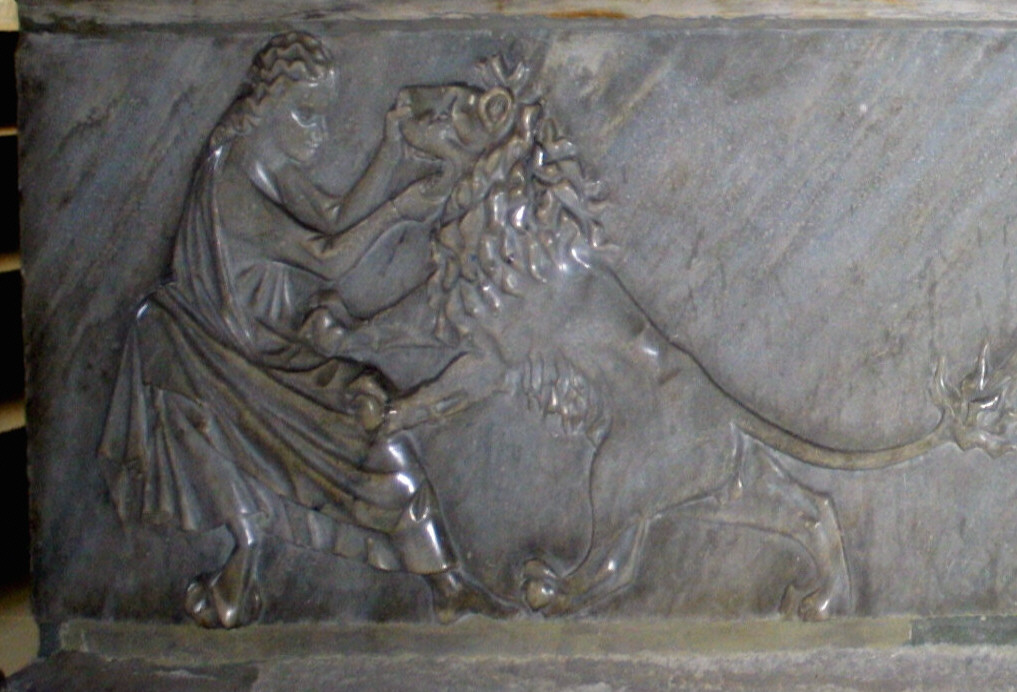
Męstwo
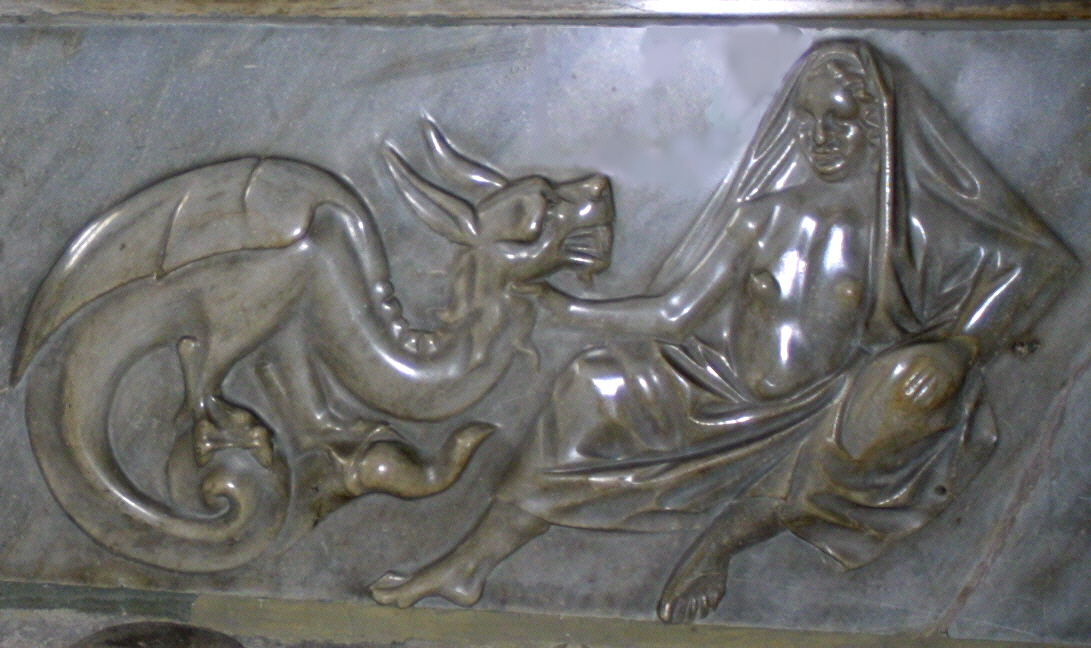
Wstrzemięźliwość
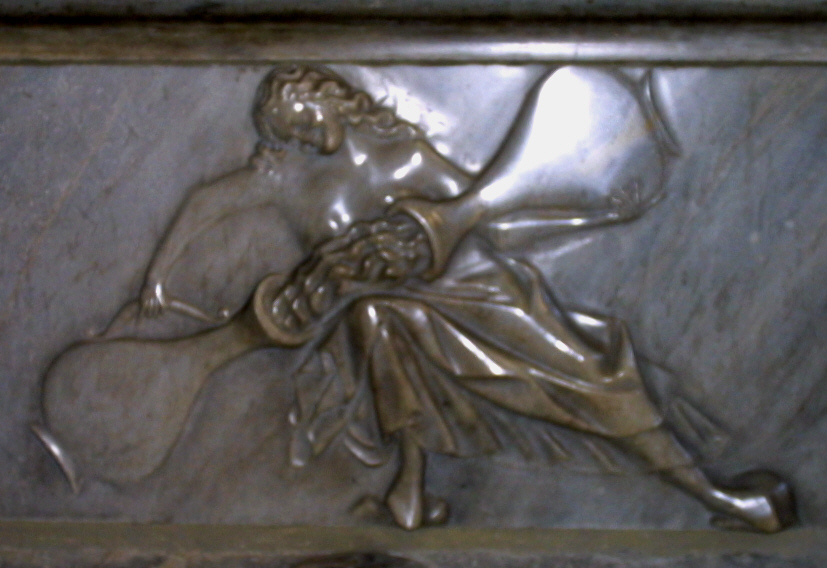
Roztropność

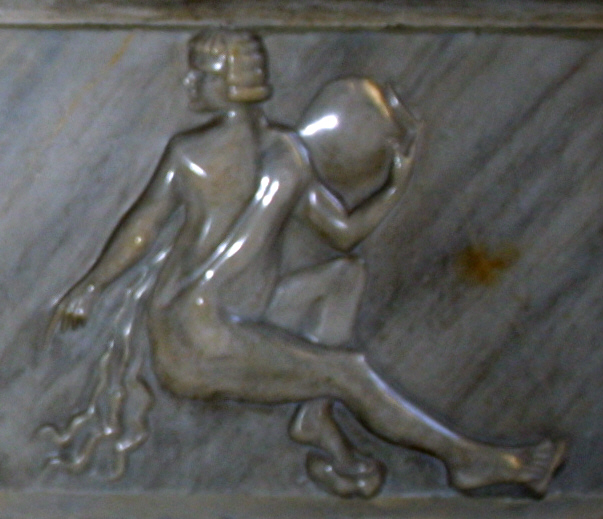
Źródło rajskie

- Strona północna: cztery kobiety z dzbanami, z których wylewają wodę – są to personifikacje czterech rzek rajskich, mające źródło w ogrodzie rajskim – główna rzeka – Piszon/Chawila, Giszon, Hiddekel (Tygrys) na wschód od Aszuru i Perat (Eufrat) – teilte.) W Pierwszej Księdze Mojżeszowej (2,10-14) jest zapisane:

A rzeka wychodziła z Eden dla odwilżenia sadu; i stamtąd dzieliła się na cztery główne rzeki; Imię jednej Fyson; ta okrąża wszystką ziemię Hewila, gdzie się rodzi złoto. A złoto ziemi onej jest wyborne. Tamże jest Bdellion, i kamień Onychyn. A imię rzeki drugiej Gihon; ta okrąża wszystkę ziemię Murzyńską. Imię zaś rzeki trzeciej Chydekel, ta płynie na wschód słońca ku Asyryi. A rzeka czwarta jest Eufrates.

Płyta wierzchnia grobowca pochodzi z XVII w. Zachowały się również bazy sześciu kolumn podtrzymujących baldachim, który niegdyś wieńczył grobowiec.
W 1731 roku, kiedy to odnawiano grobowiec, kapituła biskupia wyraziła zgodę na otwarcie grobowca, przy tym wyjęto dawne paramenty papieskie.
W czasie II wojny światowej grobowiec podzielił los innych dzieł z katedry, w 1942 roku go ewakuowano. Powrócił na swoje miejsce w 1947 r. Papieskie tekstylia, które wyjęto z grobu zostały poddane gruntownej konserwacji, a następnie przekazane do zbiorów m.in. bamberskiego Muzeum Diecezjalnego.

### Grobowiec Henryka II i Kunegundy
Nagrobek, w którym została pochowana para cesarska Henryk II i Kunegunda jest dziełem wykonanym w latach 1499–1513 w warsztacie Tilmana Riemenschneidera, jednego z ważniejszych rzeźbiarzy schyłku średniowiecza, działającego głównie we Frankonii. Jest to dzieło wykonane z dwóch rodzajów marmuru: szarego włoskiego (ściany boczne) oraz czerwonego sprowadzonego z okolic Salzburga (płyta wierzchnia). Na bocznych ścianach tumby znajduje się sześć płaskorzeźbionych scen z legendy o życiu pary cesarskiej, natomiast na płycie wierzchniej zostały wyrzeźbione naturalnej wielkości leżące postacie Henryka II i jego małżonki, ukazanych w pełnym splendorze strojów koronacyjnych.

### Inne dzieła

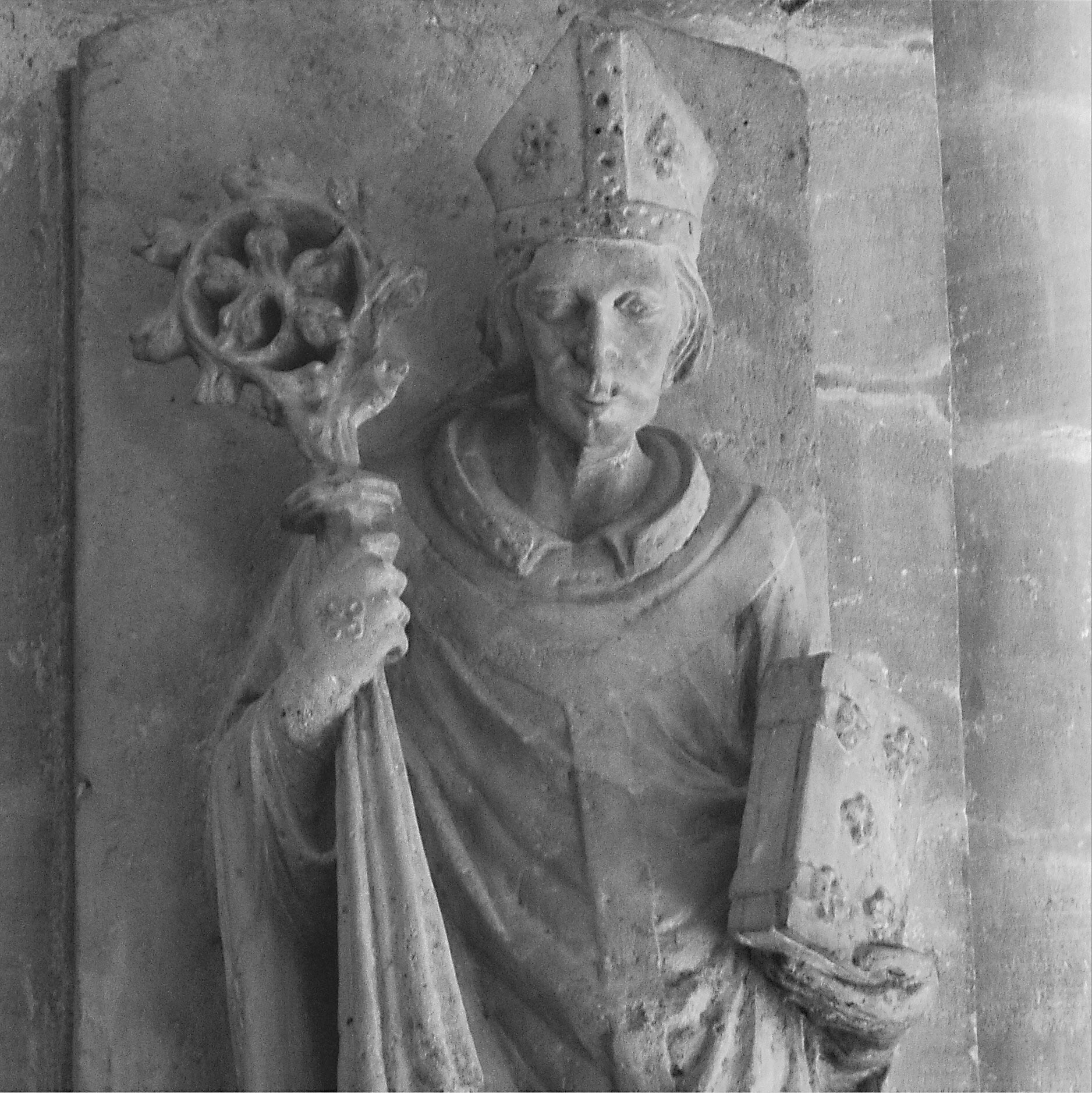
Nagrobek Fryderyka Hohenlohe

Z innych elementów wyposażenia katedra posiada duży zespół gotyckich nagrobków biskupów.
Późnoromański charakter posiada nagrobek Bertolda von Leininhena (+1285). Ukazana w profilu figura nacechowana jest masywnością. Biskup wskazuje ręką na datę śmierci zawartą w inskrypcji. Nurt parlerowski reprezentuje nagrobek Fryderyka von Hohenlohe (+1352). Odzianą w reprezentacyjne szaty stojącą postać biskupa cechuje realizm. Z dbałością o zachowanie ładunku psychologicznego wykonana została twarz biskupa, który trzyma ciężki zdobiony pastorał i księgę.
Podobną konwencję ma późniejszy nagrobek biskupa Alberta von Werentheima (+1421), który stanowi przyścienna, niemal pełnoplastyczna figura biskupa, ukazanego w kontrapoście, lekko opartego na płycie nagrobnej z płaskorzeźbionymi herbami. Podobny typ reprezentuje nagrobek Fryderyka von Trehendingena (+1366) ukazujący biskupa zwyciężającego lwa.
Przykładami późnogotyckiej płaskorzeźby wykonanej ze spiżu są płyty Jerzego von Schrauenberga (+1475) czy Henryka von Trockau (+1501) odlana w Norymberdze przez Petera Vischera. Dzieła cechuje podobna konwencja – płaskorzeźbiona postać biskupa jest ukazana en face, biskup zwycięża lwa, przy którym znajduje się herb biskupi. Całość tego typu nagrobka jest wpisana w prostokąt, którego krawędzie zdobi bordiura bądź z dekoracją ornamentalną, bądź inskrypcją pisaną minuskułą. Przykładem rzeźby renesansowej jest nagrobek Jerzego Schenka von Limburga (+1522) o architektonicznych formach. W niszy umieszczono figurę biskupa, powyżej fryzu z herbami znajduje się tympanon z reliefem ze sceną Sądu Ostatecznego.
Ponadto zachowało się kilka XVII-wiecznych obrazów pochodzących z barokowej przebudowy wnętrza. Najnowsze elementy wyposażenia to organy z 1953 roku, tron biskupi itd.

## Muzeum Diecezjalne
Genezę zbiorów łączy się z Henrykiem II i Kunegundą. Obecnie zachowane do dziś zbiory znajdują się w obrębie barokowego domu kapituły zaprojektowanego przez Balthsara Neumanna. Najcenniejszym eksponatem jest ornat papieża Klemensa II. Oprócz tej pamiątki zostały tam zgromadzone przede wszystkim paramenty, oraz utensilia mszalne i biskupie, przede wszystkim trzy krzywule pastorałów pochodzące z I poł. XII w. ze scenami Zwiastowania oraz wizerunkiem Agnus Dei. Średniowieczne relikwiarze reprezentuje m.in. datowany na 2 poł. XII stulecia relikwiarz skrzynkowy, pozłacany wzbogacony płaskorzeźbionymi z kości słoniowiej wizerunkami Apostołów czy o podobnej formie XII-wieczny relikwiarz pochodzący z warsztatu kolońskiego z grawerowanymi na złotej blasze figurami Marii i Apostołów. Z pamiątek po Henryku II i Kunegundzie zachowały się dwa bogato dekorowane mowywami ornamentalnymi i drobnymi scenami figuralnymi płaszcze koronacyjne z ok. 1019/1020 oraz XII-wieczna dalmatyka po cesarzu z motywami zoomorficznymi na mankietach.
Wśród pozostałych dzieł znajdują się m.in. dwie drewniane pełnoplastyczne figury Świętego Krzysztofa i Świętego Sebastiana z 1500 związane z warsztatem Tilmana Riemenschneidera, XIII-wieczne antependium o wczesnogotyckiej formie i bogatej dekoracji, wśród której wyróżniają się cztery tonda z wizerunkami Trzech Króli podążających na koniach do Marii z Dzieciątkiem, XV-wieczny gobelin z 9 scenami pasyjnymi, ponadto świeczniki, monstrancje z XVII i XVIII w.